# История Каменца-Подольского

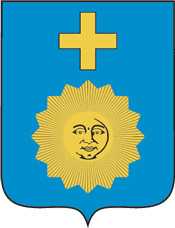
Герб Каменца-Подольского

Каменец-Подольский (укр. Кам'янець-Подільський) — один из древнейших городов на Украине, исторический центр Подолья. На протяжении своей длинной истории он всегда служил яблоком раздора между античным и праславянским мирами, между Западом и Востоком, христианством и исламом, между разными мировоззрениями и культурами. Своеобразное геополитическое положение, нахождение вблизи исторических границ, сухопутных путей и водных артерий, важнейшей из которых был Днестр, а также размещение города на неприступном скалистом острове предопределили его главную функцию — приграничной крепости.

## Древняя история города

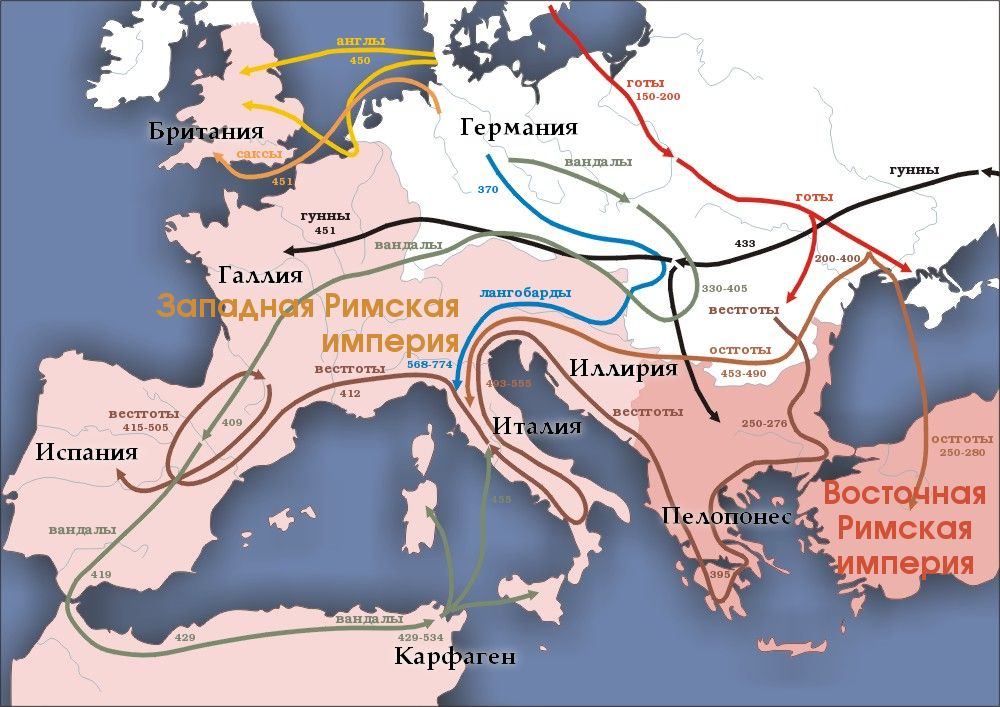
Карта миграции народов В II—IV веках н. э.

Территория острова была населена ещё с древнейших времён. Самая ранняя археологическая находка в этих местах — каменные орудия труда эпохи неолита (10 000 лет назад), найденные вместе с бивнем мамонта. 

Нужно признать, что именно Каменец-Подольский стал единственным в мире местом, где неолит начался аж 10 000 лет назад, причем изготовители этих неолитических орудий продолжали охотиться на мамонтов, которые давно вымерли по всем континентам к этому моменту и никогда не сталкивались с неолитическими культурами. Видимо, именно это окончательно сломило волю мамонтов к жизни и они полностью исчезли с лица Земли. (мы не знаем, каким образом они выживали именно на территории Каменца-Подольского, чтобы дать на себя поохотиться 10 тысяч лет назад. Магия места, видимо).

На территории Старого города, крепости и в урочище Татариска нашли остатки поселений и орудия труда трипольской культуры. Древнейший период местной истории обозначен археологическим находками эпохи поздней бронзы и раннего железа (1200—800 до н. э.), а также остатками скифского поселения VII—IV веков до н. э., обнаруженного рядом с Подзамчем.
Поселение возникло в XI веке (или на рубеже XI—XII вв.) как опорный пункт, укрепления которого неоднократно перестраивали и достраивали в начале XII — первой половине XIII века.
В конце XII или начале XIII века вошёл в состав Галицко-Волынского княжества.
В 1240 году город серьёзно пострадал в ходе монголо-татарского нашествия.
В дальнейшем, Подолье вошло в состав Золотой Орды.
Во второй половине XIII века был создан Подольский улус, который делился на тьмы (округа). Каменец являлся административным центром Каменецкой Тьмы. Управляли Подольским улусом три брата — «отчичи и дедичи Подольской земли» Кутлубуг (Котлубей), Хачибей (Хаджибей) и Дмитрий.

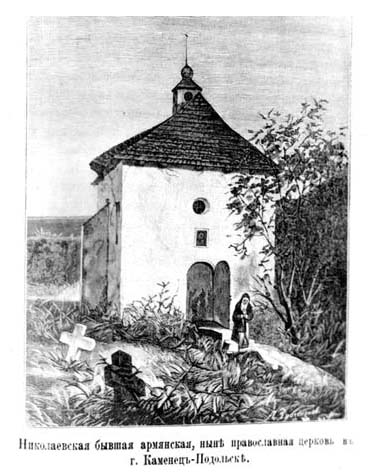
одна из древнейших церквей города. Армянская церковь Св. Николая (ныне Николаевская православная церковь

В середине XIII века в Каменец-Подольском формируется крупнейшая в регионе армянская колония. Уже в 1344 году это была самая большая община тюркоязычных армяно-кыпчаков на территории древней Руси — она населяла значительную часть южной стороны города, владела собственными кварталами, ремесленными мастерскими, рынком и храмами, и подчинялась собственному своду законов и судебной власти. Благодаря мастерам из числа армяно-кыпчаков в городе широко распространилось каменное строительство, начался масштабный ремонт древних городских укреплений и строительство новых оборонительных сооружений.
После ликвидации улуса Ногая сарайскими ханами в 1299 году Подолье ненадолго вернулось под контроль галицко—волынских князей, но после смерти Льва и Андрея Юрьевичей (1323) и вокняжения в Галиче польского ставленника Юрия Тройденовича власть Орды была восстановлена. Номинально все ещё зависящий от Золотой Орды, Каменец становится объектом политических интересов сразу двух государств — Польши и Литвы.

## В составе Великого княжества Литовского
В 1362 великий князь Литовский Ольгерд победил татар на Синих Водах и завладел Подольем, присоединив его к Великому княжеству Литовскому, и во второй половине XIV века Каменец стал владением литовских князей Корьятовичей, и в следующем же году образовал Подольское княжество. Каменец стал столицей княжества.
При Корьятовичах по всему Подолью началось масштабное строительство замков, а в городе — католических монастырей. В 1366 в городе появился Орден доминиканцев.
В 1374 году Каменец получил самоуправление по предоставленному ему Магдебургскому праву. Согласно выданной городу грамоте, Каменец на 20 лет освобождался от налогов, а также получал в подчинение и использование обширные леса и пастбища вплоть до берегов Днестра.

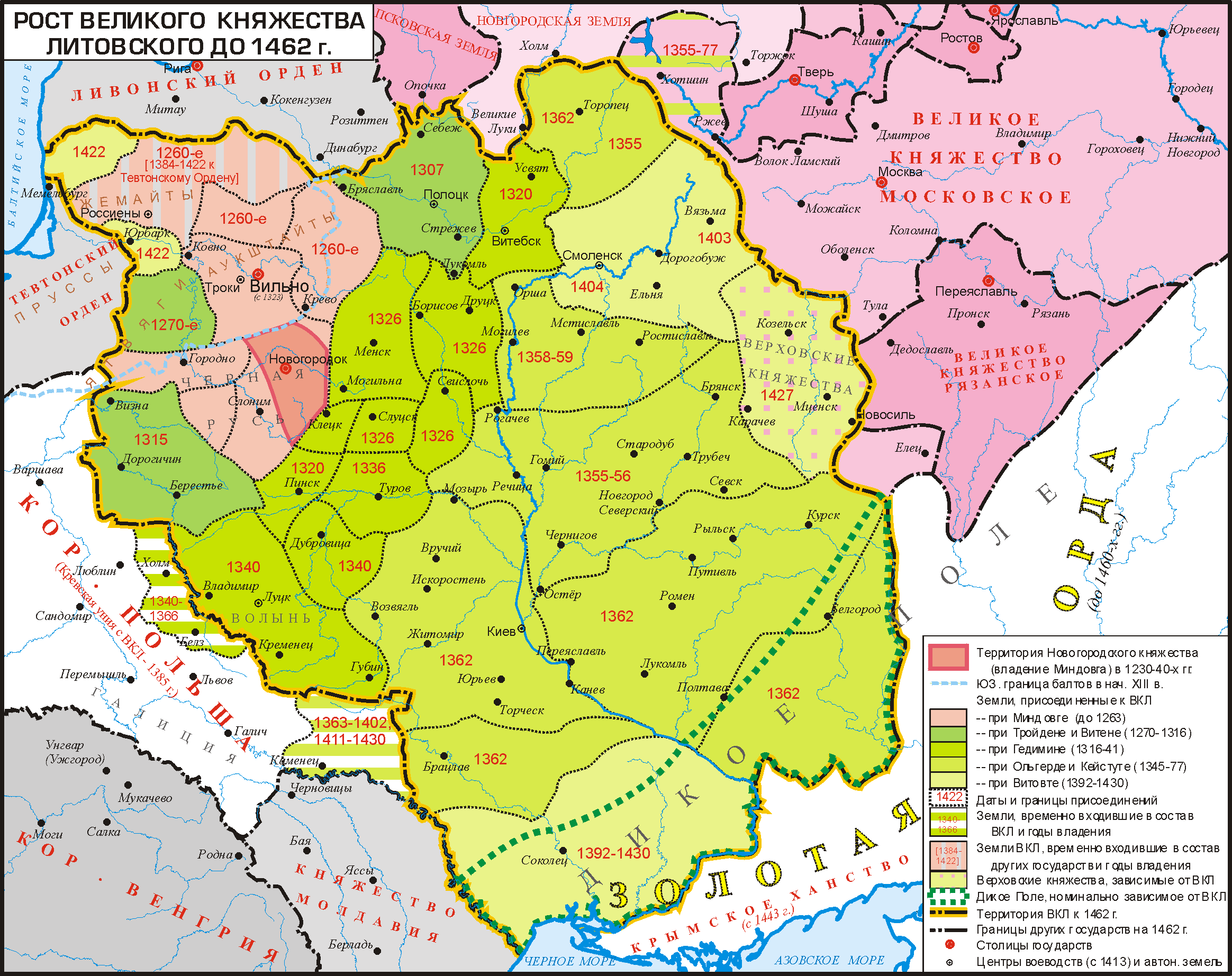
Карта Великого княжества Литовского.

В 1375 г. папа римский Григорий XI утвердил в Каменце католическую епархию и первого епископа Вильгельма Доминиканина. В 1377 году в центре города был построен деревянный Кафедральный католический костёл.
В 1379 князья Корьятовичи начали масштабную реконструкцию старой каменной крепости и городских укреплений. В 1380 на территории крепости была построена Покровская православная церковь. Согласно легендам, позже в ней были похоронены Юрий и Александр Корьятовичи.
Около 1390 в Каменце появился Орден францисканцев. Постепенно город превратился в форпост католицизма на юго-западе Руси.
В 1398 армяне построили в городе православную церковь-крепость Св. Николая, сохранившуюся до наших дней. Община армян в Каменце-Подольском была крупнейшей в Речи Посполитой, да и в Европе. Складываться она начала ещё в 11 веке, и здешний Армянский квартал ощутимо крупнее львовского.
В 1393 великим князем литовским был избран Витовт. Князь Фёдор Корьятович отказался признать Витовта и восстал против него. В том же году началась интервенция на Подолье польских войск под командованием короля Владислава II Ягеллона. Одновременно на Подолье, на территории от Винницы до Теребовли, произошло большое антифеодальное восстание. На непродолжительное время литовские и польские вельможи были изгнаны с подольской земли.
1394 год стал началом «сорокалетней войны» между Литвой и Польшей за Подолье. Противником Польши выступил брат Ягайла — литовский князь Свидригайло. После ряда взаимных вооружённых конфликтов, на Подолье походом выступил Витовт. Он владел замками Брацлав, Соколец, Скала и Червоноград, затем с помощью артиллерийского штурма захватил каменецкую крепость, и в итоге завладел городом. Федор Корьятович был вынужден бежать в Венгрию, передав свои права на Подолье венгерскому королю и получив взамен жупы Берег и Шарош, а в 1396 году — в пожизненное владение Мукачевскую и Маковицкую доминии, где и правил до своей смерти в 1414 г. В июне 1395 Ягеллон передал своё право на Каменец воеводе краковскому Спитку из Мельштина.
В начале XV века жители Подолья отличились доблестным участием в военных демаршах Великого Княжества Литовского против Тевтонского ордена. В 1410 боевые подольские отряды входили в состав объединённых вооружённых сил Короны Польской и ВКЛ, возглавляемых королём Ягайлом и князем Витовтом, в частности — принимали участие в Грюнвальдской битве, закончившейся полным поражением крестоносцев. В итоге, среди награждённых за проявленную храбрость рыцарскими титулами, были и подоляне — выходцы из сел Плешовиц (Плескавиц), Фридровец, Суржи и Кадыевец.
В 1411 году литовский князь Витовт выкупил Каменец и город оставался в составе Литовского княжества до 1434 года.

## Каменец в составе Польского Королевства

Католический герб Подольского диоцеза

В 1434 году Каменец вошёл в состав Польского королевства и был провозглашён королевским городом. В городе введена польская административно-судовая система и сформирована польская юрисдикция. Для защиты своих интересов, православное население начало объединяться в церковные братства.
С 1463 до 1793 город являлся административным центром Подольского воеводства.
Во время польского господства Подолье получило свой герб — солнце, над которым изображён крест. За время своего присутствия поляки возвели здесь огромное количество культовых и оборонных сооружений, во многом сформировавших современный образ города.
В начале XVI века в городе был построен главный католический храм Подолья — кафедральный собор апостолов Петра и Павла. Одновременно было начато строительство доминиканского и францисканского монастырей. В то же время в Каменце насчитывалось 16 православных церквей.
Собор Петра и Павла (1502-17) приписывается доминиканцам, переходил из рук в руки. Ещё его называют «костел с минаретом» — минарет пристроили турки, а в 1762 году поляки водрузили наверх Богоматерь. При археологических исследованиях уточнено православное происхождение собора, колокольня построенная 1555 г. уцелела до сих пор, сам же собор был разрушен в 1950-е годы.

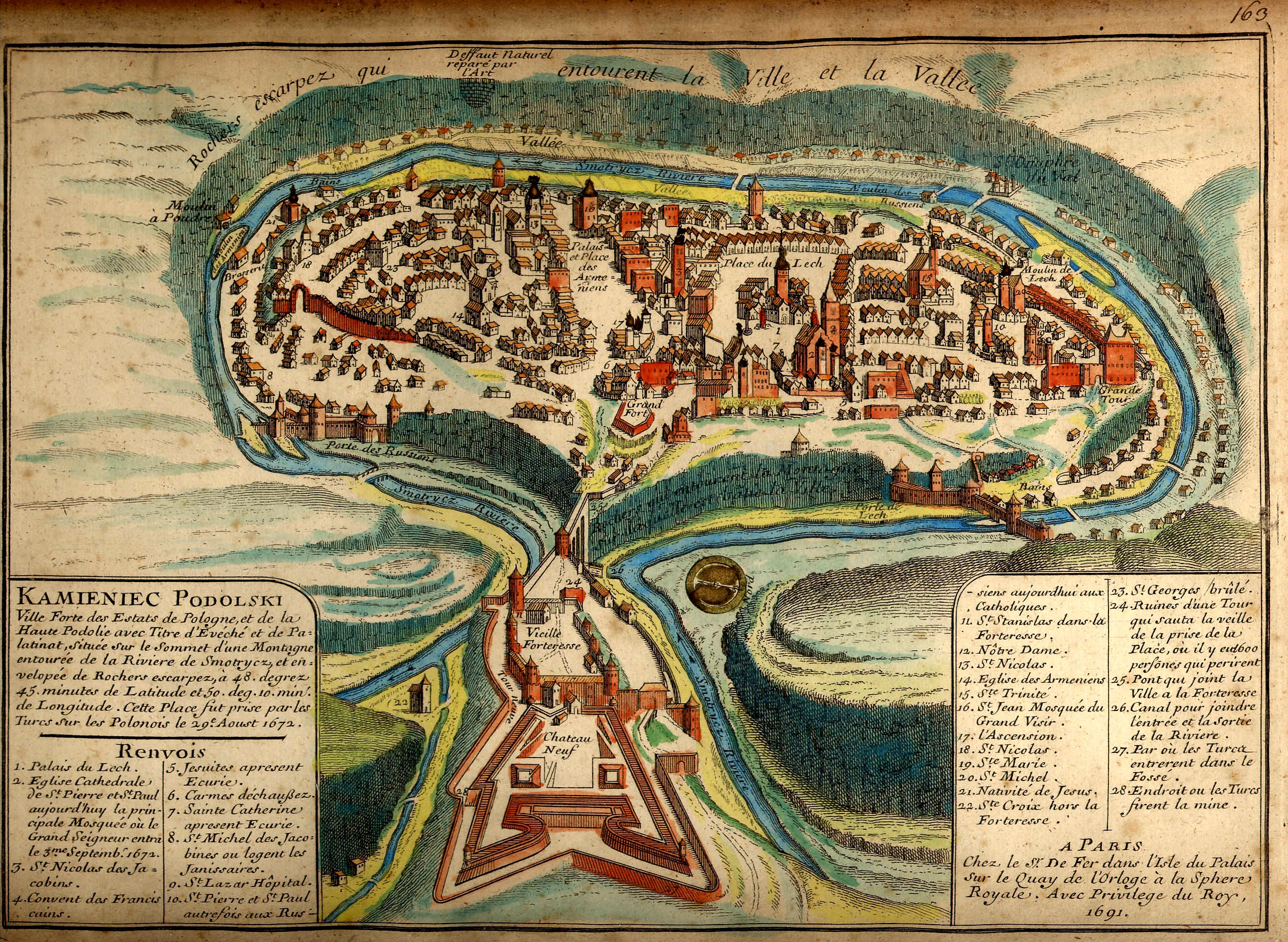
Средневековая карта Каменца. Вид с Замкового моста, 1691 год работы Николя де Фера

 На протяжении четырёх столетий в городе сформировался огромный костёльно-монастырский комплекс, куда вошли монастыри доминиканок, кармелитов, иезуитов, францисканцев и тринитариев. Финансовую поддержку фортификационной программе города оказывали как польский король, так и папа римский Юлий II, выделяя внушительные суммы на укрепление обороноспособности города.

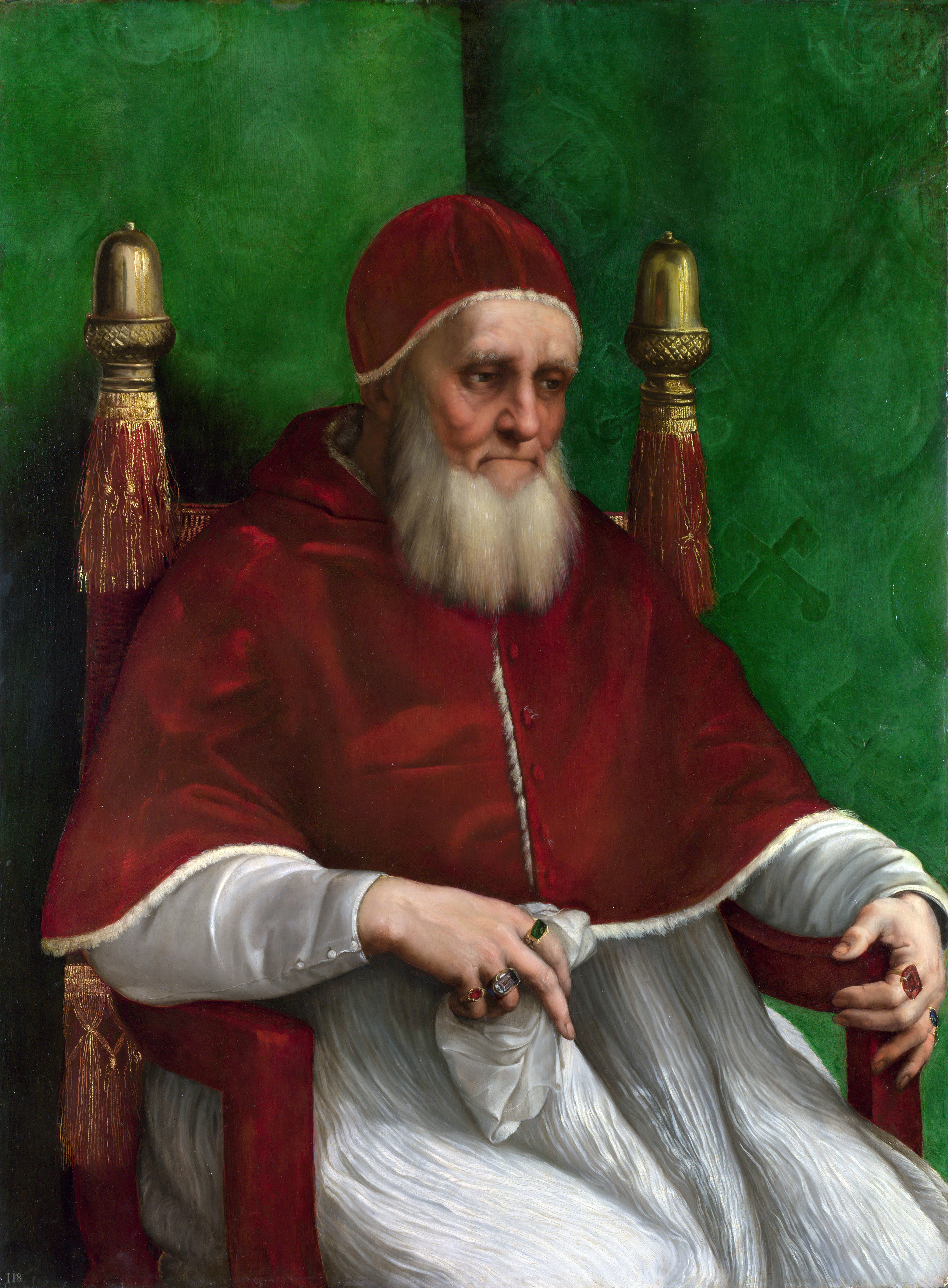
Римский папа Юлий II

В период с 1450 по 1550 город был подвержен 25 случаям вооружённых нападений. В связи с этим, начиная со второй половины XIV века в городе развернулись значительные фортификационные работы. В 1541—1551 в городе работал военный инженер и королевский архитектор Иов Бретфус, имя которого запечатлено на одной из башен крепости. В 1617—1621 военный инженер Теофил Шомберг построил перед западным фасадом замка каменно-земляные бастионы, известные как Новая крепость. Одновременно вокруг города было построено кольцо оборонных систем, состоящих из башен, рвов, шлюзов и каменных укреплений. Немного позже при участии архитектора Камерино Рудольфино были построены башня Стефана Батория и восточные городские укрепления.
В конце XVI века в городе организуются многочисленные ремесленные цеха — оружейные, литейные, ювелирные, гончарные, пекарные и т. д. Цеха имели свои уставы и соблюдали свои коммерческие интересы. Каменец был важным пунктом на пути транзитной торговли, посредником на торговых магистралях между Западом и Востоком. Важный водный путь проходил по Днестру. Торговля в Каменце была монополизирована армянами, конкурировавшими с львовскими купцами.
Две брамы — Русская и Польская по разные стороны крепости — одна из самых недооцененных достопримечательностей Каменца, уникальный фортификационно-гидротехнический комплекс. В случае опасности русло Смотрича перекрывалось на Русской браме, и каньон заполнялся водой. Для спуска воды, наоборот, закрывалась Польская брама и открывалась Русская.

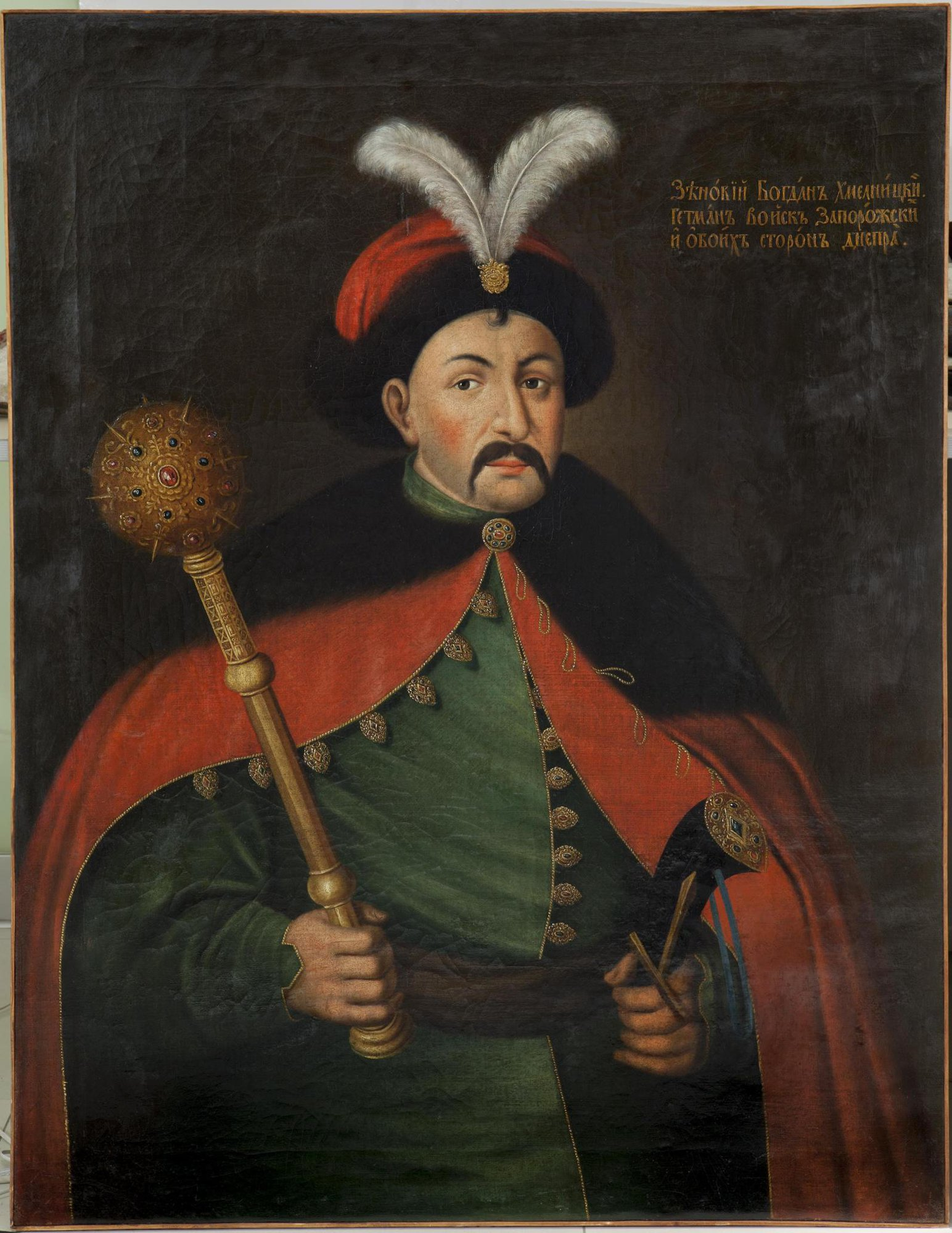
Гетман Украины Богдан Хмельницкий

К концу XVI века по Подолью прошла волна народных восстаний. Антифеодальное движение слилось с классовой борьбой крестьян под руководством С. Наливайко.
Во время восстания Хмельницкого в августе 1648 года в город вошли отряды повстанцев под командованием М. Кривоноса, в 1651 город атаковали отряды казаков под командованием Ивана Богуна. В 1652 Каменец две недели осаждало крупное войско Богдана Хмельницкого. Город уцелел лишь благодаря вспышке внутри казаческого войска эпидемии чумы. Осенью 1653 в районе Жванца отрядами Б. Хмельницкого была окружена и блокирована польская армия во главе с королём Яном II Казимиром.

## Каменец в составе Османской империи

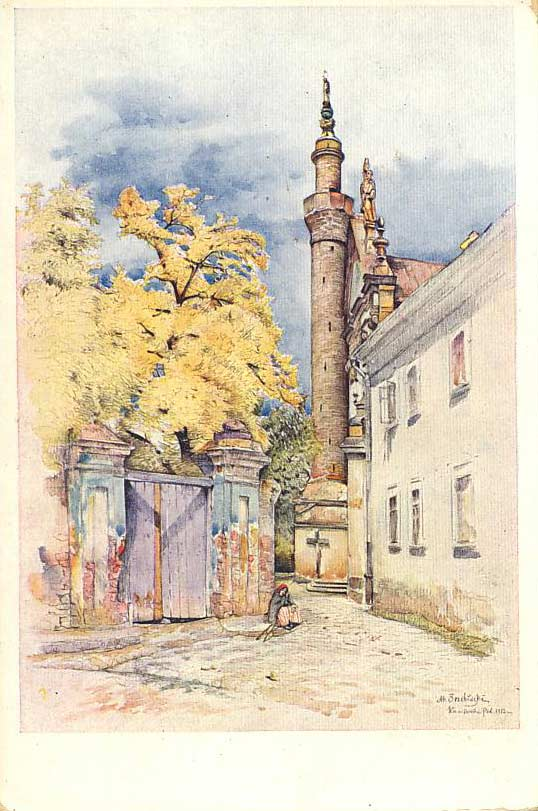
Турецкий минарет. Почтовая открытка 1912 года

Летом 1671 г. казаки П. Дорошенко вместе с татарами по указу турецкого султана разорили окрестности города. 8 августа 1672 г. османская армия во главе с султаном Магометом І, со всех сторон осадила город. В осаде принимали участие казаки П. Дорошенко. Город защищала 9-тысячная армия под командованием рыцаря пана Е. Володиевского и 6-тысячное народное ополчение. 18 августа турецкие артиллерийские батареи начали массированую бомбардировку крепости. 24 августа турки захватили оборонные валы Нового Замка, а 25 августа безуспешно штурмовали крепость. Во время этого штурма, с потерями 2000 янычар, туркам все же удалось подорвать крепостные ворота и нанести серьёзные повреждения оборонным укреплениям. Наконец, 26 августа польский гарнизон крепости капитулировал, и на следующий день турецкая армия вошла в город. Войдя в город, турки позволили беспрепятственно уйти из него всем желающим. 28 августа турецкая армия праздновала взятие Каменца. Султан Магомет IV издал приказ праздновать взятие Каменца во всей Османской империи 3 дня. Часть добычи досталась П. Дорошенко и его казакам. Жителям города и военной части было разрешено покинуть Каменец в трёхдневный срок. 30 августа 1672 большинство жителей на 300 телегах покинули город, а 3 сентября прошёл торжественный въезд турецкого султана, его свиты и гарема через Русские ворота в город.
В 1672 г. Каменец вошёл в состав Османской империи.

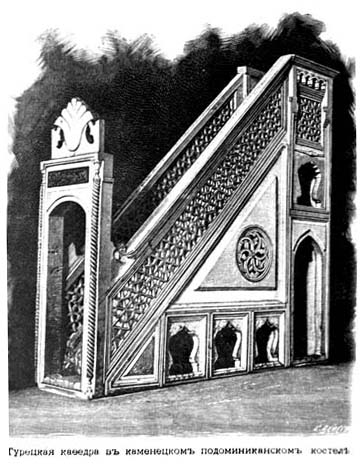
Турецкая проповедническая кафедра (минбар), резьба по камню

 27 лет турки хозяйничали в Каменце. Большинство коренного населения покинуло город, замерла торговля. Почти все церкви и костёлы Каменца были превращены в мечети. Был запрещён колокольный звон. К самому большому городскому костёлу был пристроен минарет. В городе были разрешены и действовали по 1 храму каждой религии, включая синагогу. Более трети городских строений были разобраны на камень, шедший на строительство укреплений. Турки учли просчёты польской обороны и превратили Каменец в мощный фортификационно-артиллерийский узел. Между крепостью и городом был построен каменный мост. После нескольких лет оборонного строительства город был превращён в одну из мощнейших крепостей Османской империи. Две трети гарнизона составляла пехота и артиллерия. Крепость охраняло более 200 пушек, которые обслуживали более 1 тыс. артиллеристов — гумбараджи.
С 1672 по 1699 годы турки забрали в янычары 800 мальчиков и вывезли в рабство несколько тысяч девушек. Также за это время в Стамбул было вывезено около 100 телег награбленных ценностей. В 1685 году в городе был публично казнён Юрий Хмельницкий.
Захват города турками вызвал большое смятение не только в Польше, а и во всём христианском мире. Поляки неоднократно пытались вернуть себе Каменец. В 1673 году город был безуспешно атакован войсками великого гетмана коронного Яна Собеского. При этом было уничтожено 2000 татар, которые поселились в окрестностях города осенью 1672 г. В 1683 польское войско во главе с Андреем Потоцким разгромило турецкие и татарские отряды на окраинах города. В 1687 — безуспешная осада города отрядами Якова Собеского, сына польского короля. В 1698 — неудачный поход на Каменец войск польского короля Августа II.
В октябре 1699 согласно Карловицкому договору Подолье и Каменец были возвращены Речи Посполитой. Покидая город, турки вывезли из крепости 270 гаубиц и 22 мортиры.

## Каменец в XVIII веке
С 1699 по 1793 Каменец-Подольский второй раз находился во владении Речи Посполитой.

### Расцвет ремесел и строительство

Доминиканский собор

В начале XVIII века в городе были восстановлены ремесленные цеха. В 1702 созданы цеха портных и кожевенщиков, в 1712 — золотников, литейщиков, жестянщиков и медников, в 1724 — портных и ювелиров, в 1731 — хирургов и аптекарей. В 70-тые годы XVIII века в городе жил и работал литейщик Иоганн Франк Водиц, отливавший колокола; в частности в 1769 он отлил колокол для местного Тринитарского костёла. В 1767 открыта первая в городе аптека Павла Ленкевича, а через год — аптека при алхимической лаборатории Григория Чайковского.
В 1767-1785 городской военный гарнизон находился под командованием коменданта каменецкой крепости и всех пограничных крепостей и замков, военного инженера и архитектора Яна де Витта. Под его руководством в городе были построены многоэтажные военные казармы, пороховые склады, произведена реконструкция и ремонт польской Ратуши, заложен городской сад и совершены пристройки доминиканских костёла и монастыря. В 1781 году под руководством де Витта, в честь приезда в город последнего польского короля Станислава Августа, была построена триумфальная арка.
В 1737—1753 в Каменце работал военный инженер Христиан Дальке, который перестроил армянские (1746) и турецкие (1753) бастионы и другие оборонные укрепления. С 1763 года в Каменце создана почтовая служба. В 1784 году, при поддержке Яна де Витте, над городом взлетел первый воздушный шар.

### Религиозная жизнь

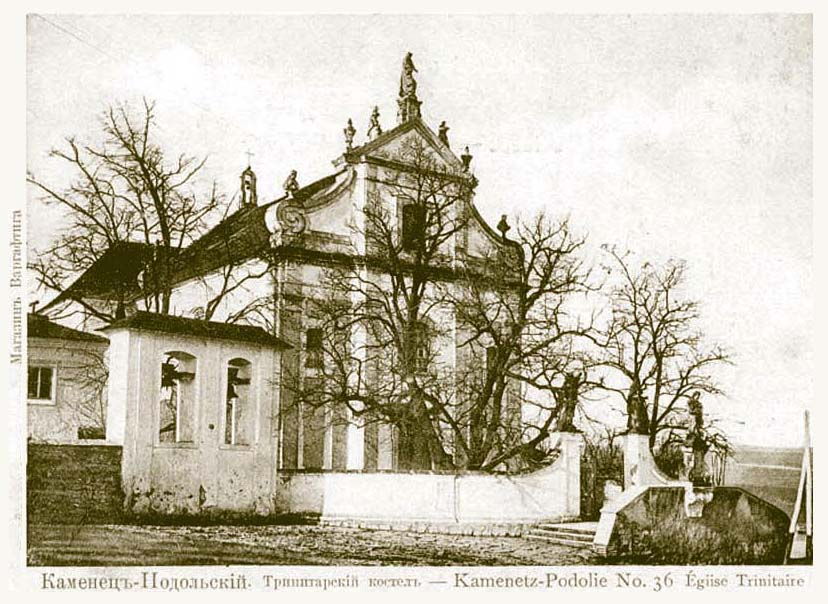
Тринитарский костёл

В 1700 в городе введена принудительная уния православия и католицизма. В 1756 на минарете кафедрального костёла установлена статуя Богородицы, отлитая из бронзы в Данциге. В 1767 отстроен разрушенный турками армянский храм. В 1773 издана булла папы римского Климента IV об отмене Ордена иезуитов.

### Гонения на евреев

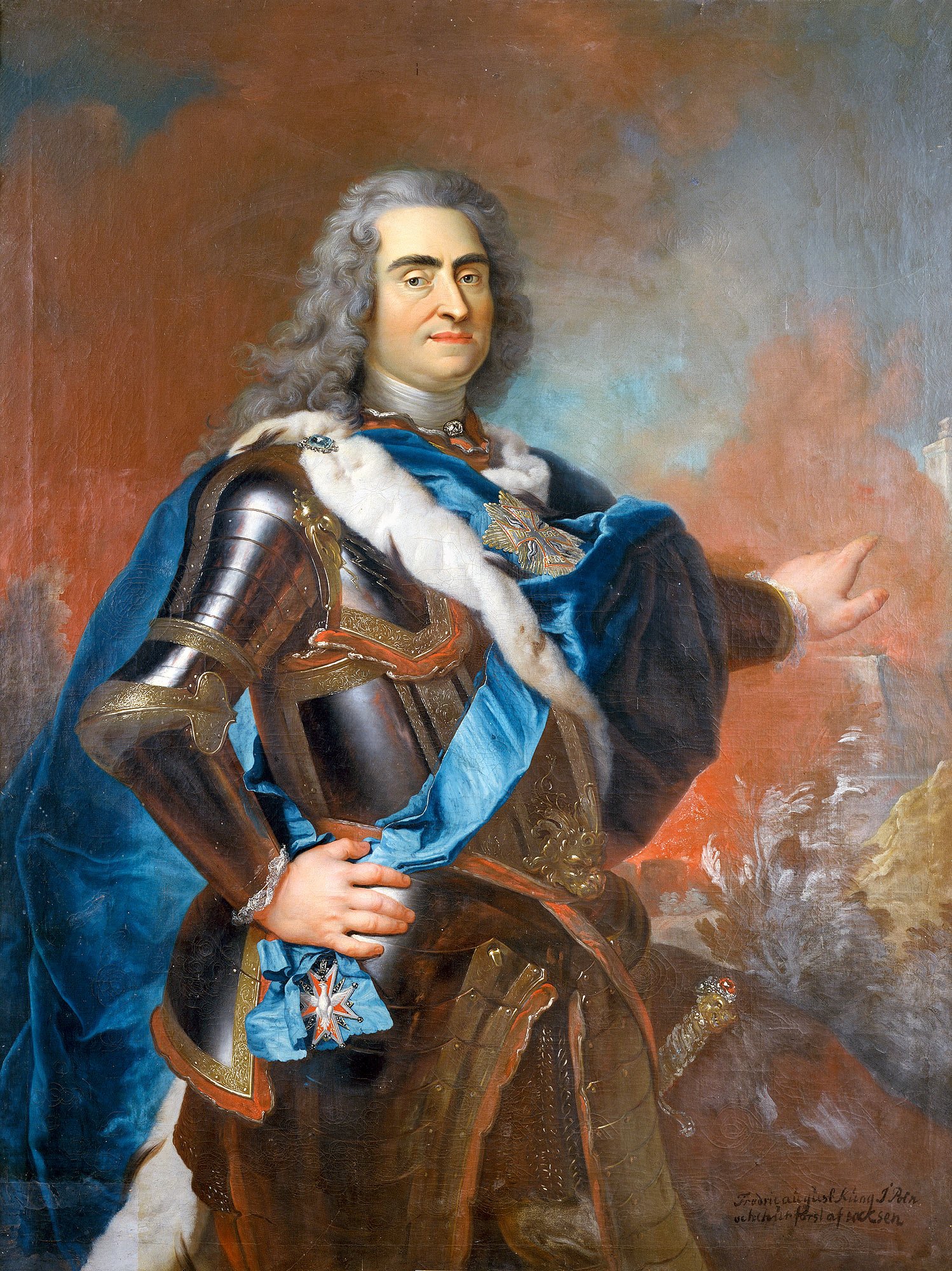
Август II

После возвращения Каменца под власть польской короны христианское население стало препятствовать поселению в городе евреев, община которых сильно увеличилась при турках. В 1703 король Август II запретил евреям селиться и торговать в городе более 3-х дней. Запрет подтверждался в 1725, но часть евреев, при поддержке местных властей, сумели остаться в городе. В 1750 указом Августа III евреи были за 24 часа изгнаны из Каменца, их дома были захвачены городскими властями, а синагога была снесена. Тем не менее, вскоре в городе опять обосновался кагал. В 1757 в Каменце был проведён публичный диспут между евреями-талмудистами и евреями-франкистами. Победили франкисты, в итоге талмудисты были оштрафованы, а на площади возле городской Ратуши было сожжено более 1000 экземпляров талмуда. Вопреки гонениям, еврейская община быстро увеличивалась, и с середины XVIII века Каменец-Подольский становится одним из оплотов хасидизма.

### Народные волнения
В 1734 здесь был публично клеймён Иван Клобуцкий, предводитель националистов, а в 1747 — казнён Клеофас, главарь подольских мятежников.
12 января 1703 город был окружён отрядами повстанцев под руководством Федора Шпака (Белецкого). Отряды держали осаду Каменца почти 3 месяца.
В 1734 в окрестностях города действовали отряды гайдамаков под командованием Верлана. В том же году местные жители, вооружённые косами и топорами, в конном и пешем строю напали на усадьбу монахов базилиан-униатов, совершив серию поджогов и частично разрушив ряд строений.

### Светская жизнь

Башня Стефана Батория

В начале XVIII века в пригороде Каменца селе Должок была построена резиденция каменецкого старосты для приёма иностранных послов и знатных особ. В резиденции побывали: русский царь Пётр І, посетивший город для ознакомления с фортификациями (1711), последний польский король Станислав-Август (1781), и последний крымский хан Шахин Гирей, перед его отъездом в Стамбул (1786).
В 1778—1788 в городе жила доставленная из Стамбула авантюристка София Глявоне-Челиче, известная красавица-гречанка. Здесь на ней тайно женился сын коменданта крепости Йозеф Витт. В 1792 году у Витта её выкупил за 2 млн злотых польский магнат Станислав Щенсны Потоцкий. Уже в 1787—1792 София была тесно связана с высшими аристократическими кругами царской России при штабе Потёмкина.

### Стихийные бедствия и эпидемии

Ретроспектива панорамы Старого города

Весной 1720 произошло масштабное наводнение р. Смотрич. Разливами реки были затоплены сотни домов в каньоне и повреждены оборонные укрепления Польской и Русской брамы.
На протяжении XVIII века в городе зафиксированы 7 вспышек эпидемии чумы.
- 1719 — в городе от чумы умерла половина солдат гарнизона
- 1721 — сотни погибших
- 1737 — сотни погибших
- 1738 — самая мощная вспышка, эпидемия продлилась с 29 августа до 19 января 1739
- 1756 — отдельные случаи заболевания чумой
- 1765 — десятки погибших
- 1770 — в городе из 4208 евреев осталось только 1774. Всего в городе и окрестных сёлах умерли 30 000 человек. В Подольском, Брацлавском и Волынском воеводствах смертность составила 200 000 человек.

## Каменец в составе Российской империи

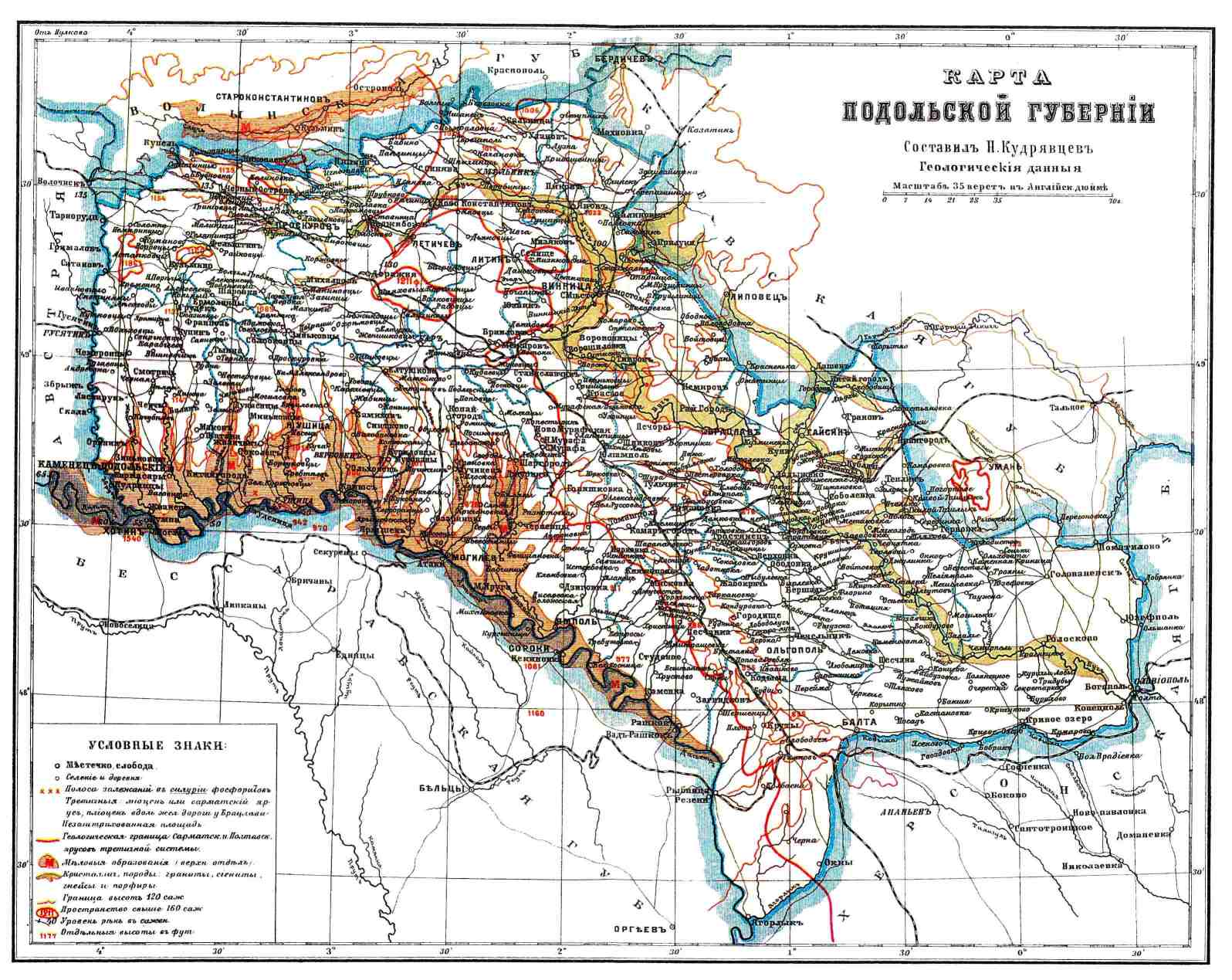
Карта Подольской Губернии 1881 года.

### Создание Подольской губернии

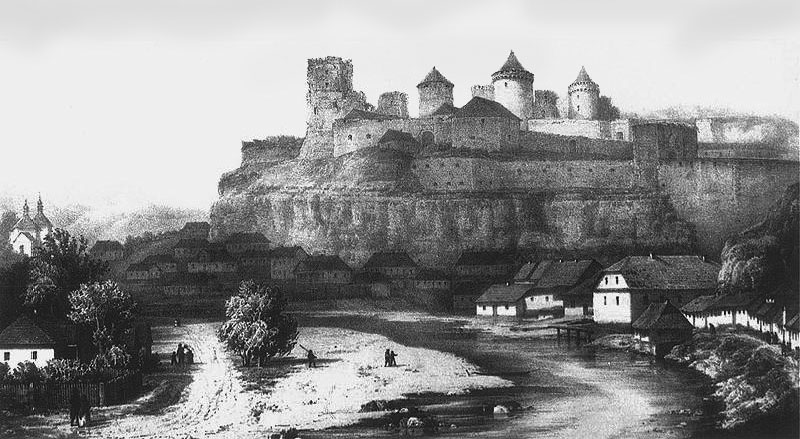
Каменец-Подольський, графика Наполеона Орды

Уже с середины XVIII века Каменец попадает в сферу активных интересов царской России. В 1764 году городом безуспешно пытались овладеть отряды русской армии под командованием генерала Дашкова. 8 декабря 1792 года царица Екатерина II подписала тайный приказ о порядке присоединения к России правобережной Украины, в частности Подолья, предварительно окружив его войсками. Наконец, вследствие Второго раздела Польши 1792 года, западная часть Подолья по реке Збруч отошла к Австро-Венгрии, а восточная часть Подолья была присоединена к России. 20 апреля (1 мая) 1793 года к городу подошли русские войска после чего в Кафедральном костёле комендант крепости Антон Злотницкий дал присягу на верность императрице Екатерине, а 21 апреля (2 мая) через Русские ворота в город вошёл Екатеринославский полк
6 июля 1795 года Каменец стал административным центром Подольского наместничества, с 1797 года — Подольской губернии. В 1796 году утверждён новый герб города: солнце с 16 лучами и крест над ним.

### Православие

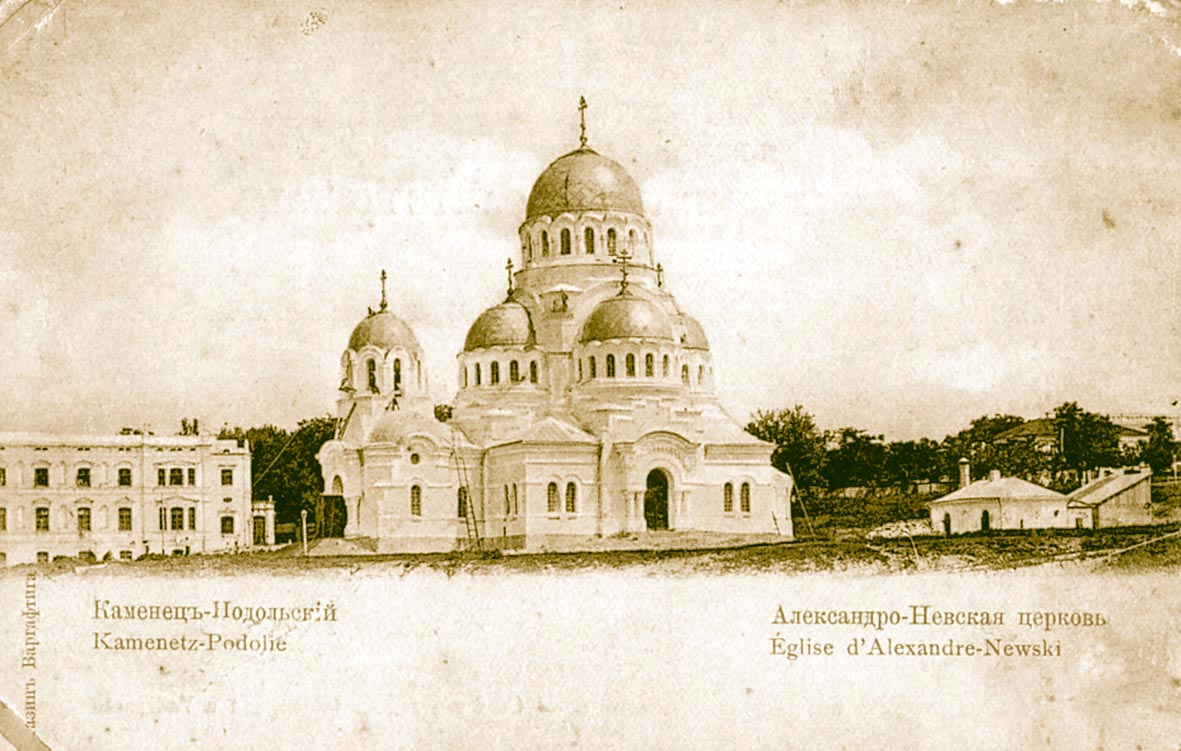
Собор Александра Невского, 1891

С 1795 года в городе ликвидировано униатство, создана Подольская православная епархия (епископия) и все захваченные униатами церкви возвращены православным. В 1861 году была построена новая Георгиевская церковь на Польських Фольварках и Покровская — на Русских Фольварках. В 1866 были принудительно закрыты католические учреждения: епископская кафедра, все монастыри, консистория и католическая семинария. В 1878 открыт Казанский православный собор. В 1891 — начало строительства грандиозного, в византийском стиле, Александро-Невского собора на Новом плане. Строительство было завершено в трёхлетний срок — в 1893 году.

### Крестьянские восстания 1810х-1830х годов

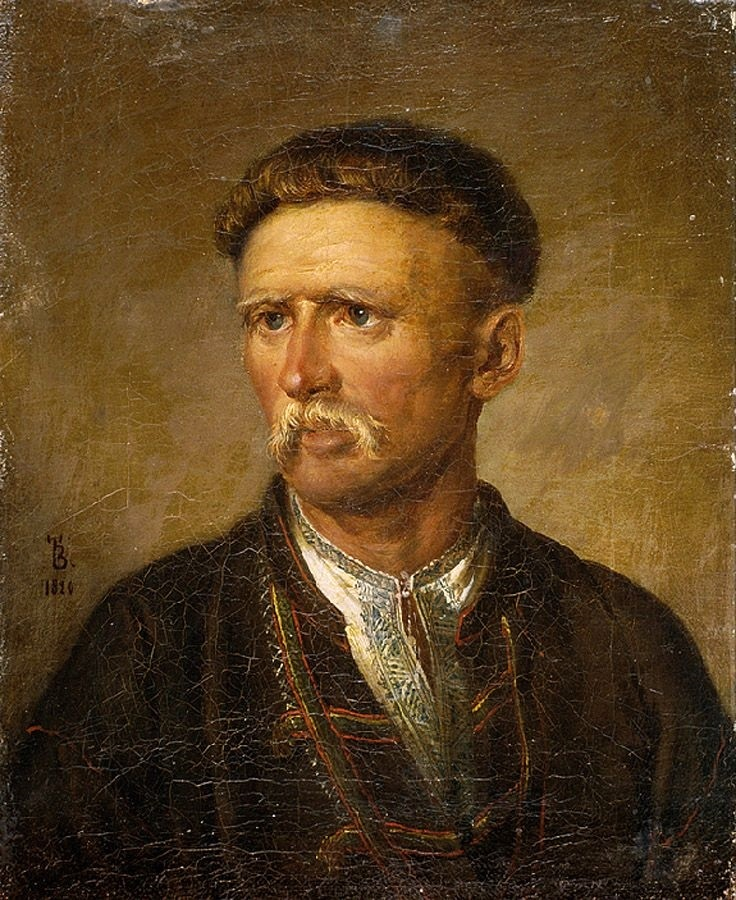
Устим Кармелюк. Портрет работы В. Тропинина

В начале XIX века усиливаются крестьянские выступления, и 1812 каменецкую крепость перестраивают в тюрьму. С 1813 в Литинском, Летичевском и Ольгопольском уездах Подольской губернии началось масштабное восстание крестьян под руководством народного героя Устима Кармелюка. Трижды (1814, 1817, 1822—1824) Кармелюк был заточен властями под арест в каменецкую тюрьму; трижды он устраивал оттуда удачные побеги. Последнее двухлетнее заточение Кармалюк провёл прикованный цепями к каменному столбу в Юлианской башне каменецкой крепости.
К началу 1835 крестьянское движение охватило все Подолье, соседние с ним районы Бессарабии и Киевщины. В восстании принимали участие около 20 тысяч человек. На протяжении 23 лет борьбы крестьянские отряды Кармелюка совершили более тысячи нападений на помещичьи усадьбы. Захваченные у помещиков деньги и ценности раздавались крестьянским беднякам. К концу 1835 восстание было жестоко подавлено, Кармелюк был убит, его тело ещё долго возили по городам и сёлам.

### Административная жизнь города

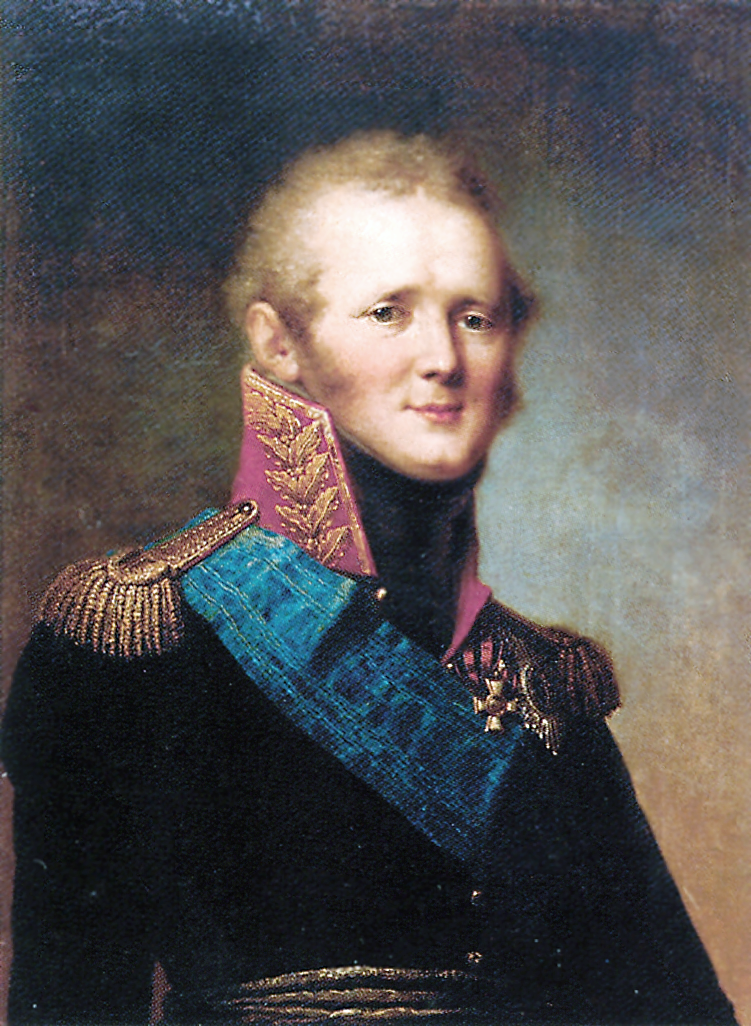
Император Александр I

В 1797 в городе организована конная почта, установившая оперативную связь со всеми губернскими уездами. С 1807 в Каменце работает первая государственная типография, в 1807 открыта первая книжная лавка Пфаффа.

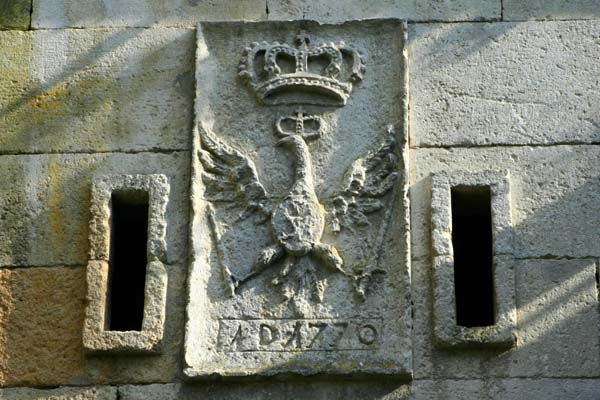
Барельеф на Русской Браме, 1797

В 1818 город посетил царь Александр I. Его сопровождали генералы Михаил Милорадович, Фёдор Уваров, Пётр Волконский и Александр Меншиков. В честь царя была устроена праздничная иллюминация (от которой возник большой пожар Ратуши, были сильно повреждены городские часы и прилегающих к Ратуше здания).
В 1832 открыта первая частная типография Вагнера (позже — Крайза), в 1833 в городе открыты мужская гимназия, приходское училище и первая губернская публичная библиотека (состоявшая преимущественно из книг на латыни).
В 1837 в Каменце создана городская Дума. В 1838 вышла первая городская газета «Подольские губернские ведомости», издававшаяся впоследствии почти 80 лет.
В 1842 в город нанёс визит царь Николай І, впоследствии издавший приказ Подольскому губернатору о запрете внесения каких-либо изменений в архитектурный вид городской крепости и укреплений.
В 1846 открыта лавка Коципинского, позже — книжные лавки Оргельбранда и А. Каленбала. Одна за другой открывались частные школы для девушек: школа Анны Крентель, школа Кавецкой, школы Корявской и Петровской. В 1864 открыто женское духовное училище. В 1867 открыта Мариинская женская гимназия. Уже во второй половине XIX века в городе функционировали 6 гимназий, 3 начальных частных училища и духовная семинария.
В 1848 основан городской клуб, членами которого состояли дворяне и чиновники. Городская газета характеризовала клуб как «закусочно-распивочное заведение с непрерывной карточной игрой». В 1872 открыта первая в городе частная фотопечатная мастерская М. О. Грейма на Соборной площади.

### Строительство Нового Плана

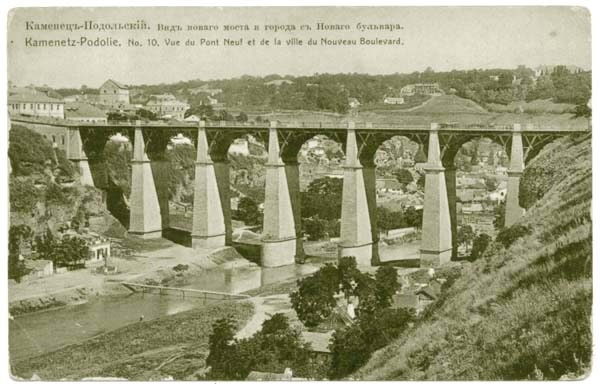
Новоплановский мост, 1864

Со второй половины XIX века Каменец-Подольский начал быстро расширять свои границы за счёт современной застройки противоположной от города стороны каньона Смотрича.
В 1859 город посетил царь Александр II. Во время своего визита он осмотрел и одобрил новое место для застройки губернских, учебных и духовных учреждений. В 1861 был составлен генеральный план застройки нового города под названием «Новый План». Для соединения Старого Города и Нового Плана в 1864 началось строительство грандиозного Новоплановского моста, длиной 136 м и высотой 38 м. Проект моста был разработан губернским архитектором — академиком Песке. Мост был торжественно открыт 31 января 1874.
В 1865 в Новом городе был построен и открыт государственный Банк. В 1866 открыта новая городская публичная библиотека. 1872 закончено строительство трёхэтажных корпусов земской больницы. В 1875 был построен отель «Бель-Вью». В 1900 открыт Пушкинский Народный дом, построенный в 1899 на общественные средства.

### Промышленность города

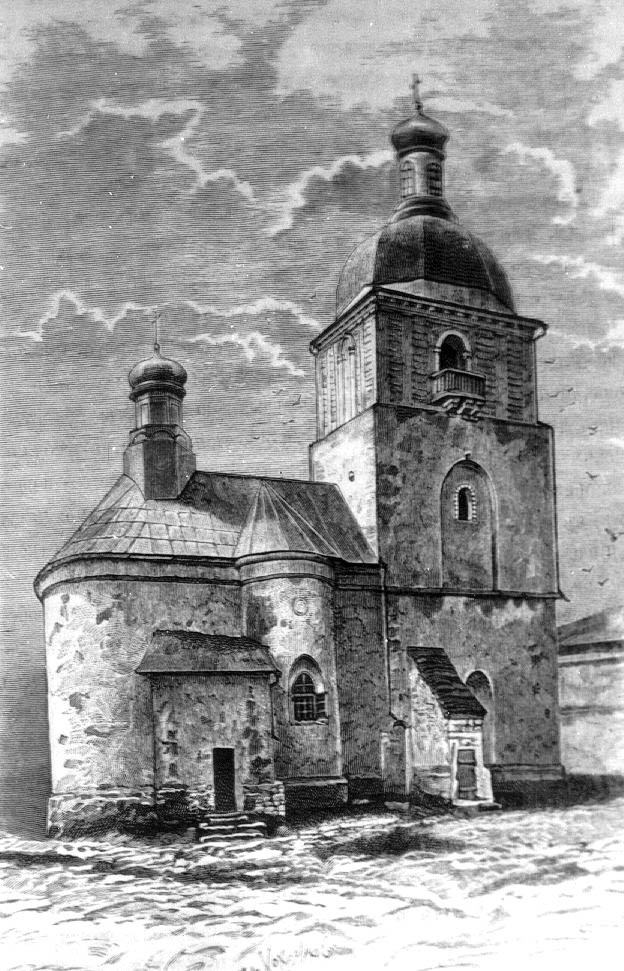
Церковь Святой Троицы

В 1872 начал выпуск продукции первый в городе пивоваренный завод (броварня) Э.Юний. Согласно статистике 1892 в городе действует целый ряд предприятий: свечной завод, 3 пивоваренных завода, табачная фабрика, 3 типографии, 13 мастерских. В 1896 по заказу княгини Анны Хилковой и при содействии немецкой компании «Борлян-Шведе» был построен и выдал первую продукцию Должоцкий спиртовой завод.

### Каменецкие евреи
С 1797 евреям разрешено проживать в городе. Уже в 1800 евреи были собственниками 62 из 573 каменных домов, а также 14 из 35 вино-водочных складов города. С начала XIX века большинство евреев Каменца становятся хасидами цаддиков Меджибожа. В 1832 христиане города подали правительству петицию с просьбой изгнать евреев из Каменца-Подольского. Ходатайство было отклонено, но в 1833 правительство запретило евреям строить и приобретать в городе новые магазины, склады и дома (за исключением двух пригородов). Это ограничение было аннулировано в 1859. По данным 1892, в городе проживали 13 714 евреев (37 % всего населения города).
По данным переписи 1897 года, Каменец-Подольский, входя в состав преимущественно украиноязычного Каменец-Подольского уезда, являлся городом, где относительно преобладал идиш (в переписи — «еврейский»): из 35 934 жителей города его родным языком назвали 16 112 человек (44,84 % населения), украинский («малорусский») — 9 755 (27,15 %), русский («великорусский») — 7 420 (20,65 %), польский — 2 160 (6,01 %), другие языки — 487 (1,35 %).

### Эпидемии и пожары
В 1862 во время большого пожара в центре города сгорела западная часть строений Центральной площади и Кафедральный костёл. В 1887 случился большой пожар на Почтовой площади и Старопочтовом спуске. В 1888 — масштабный пожар Пятницкой улице, сгорело большое количество деревянных зданий.
На протяжении XIX века в Каменце зафиксировано шесть больших вспышек эпидемии холеры: в 1848, 1853, 1866, 1872, 1892 и 1894 годах.

### Культурная жизнь

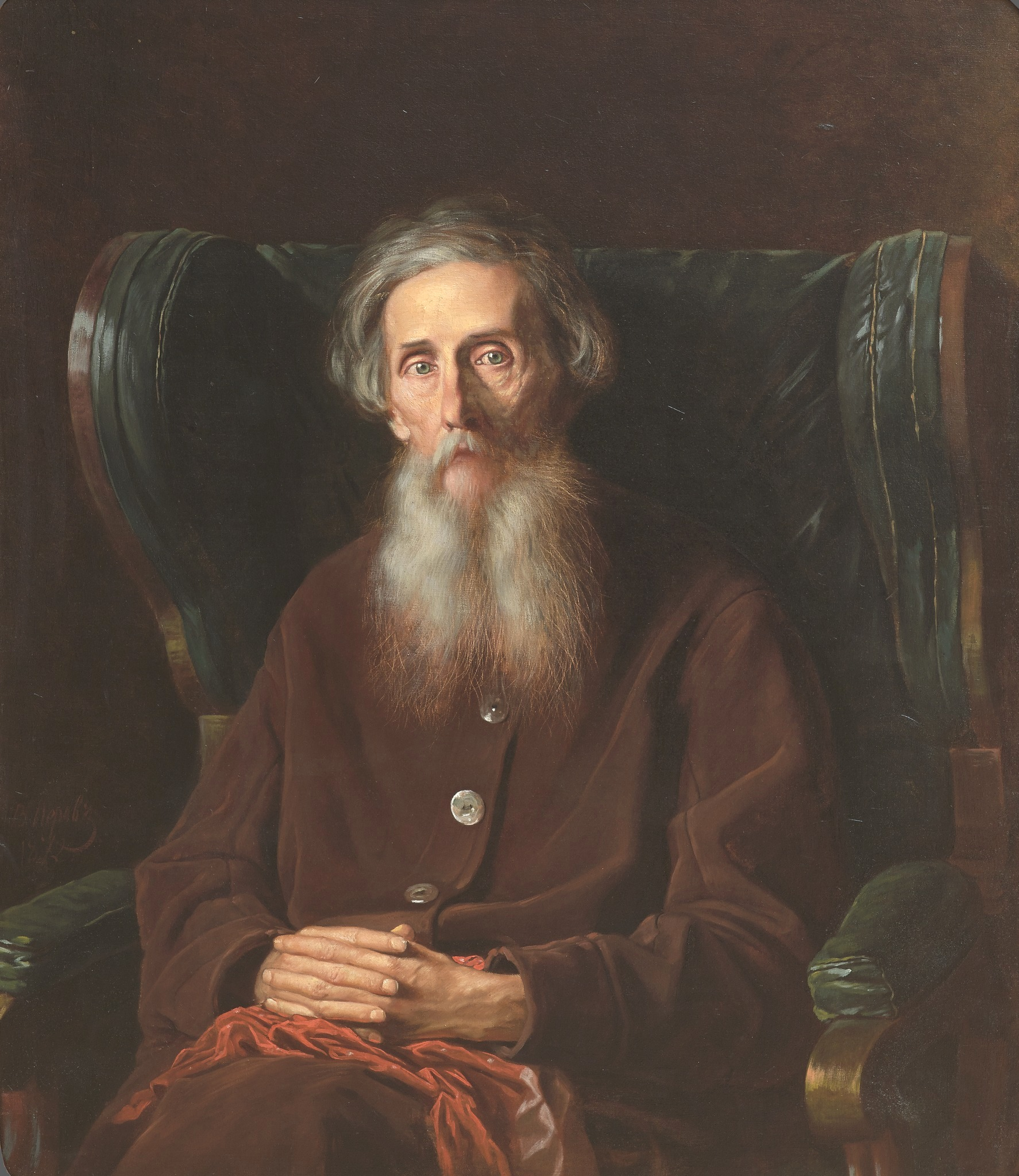
Владимир Иванович Даль

В XIX веке Каменец становится прогрессивным культурным центром. Многие выдающиеся деятели литературы и искусства оставили след в истории города.

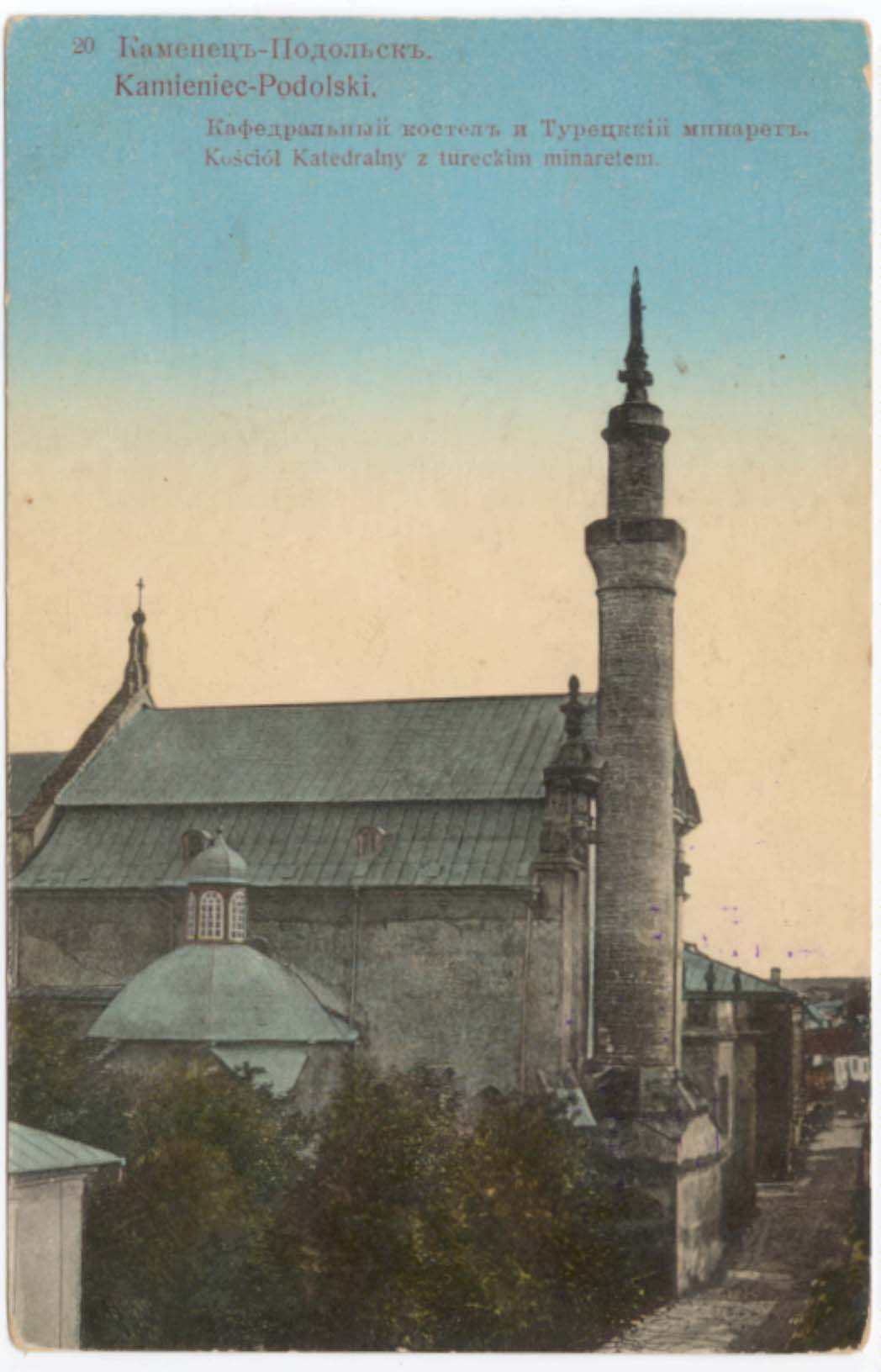
Кафедральный костёл

 В 1813—1815 в Каменце проходил военную службу русский поэт Константин Николаевич Батюшков. Здесь он написал ряд стихотворений, а впоследствии также оставил «Воспоминания» об общественной жизни горожан. В 1823—1830 в Каменце существовал литературный кружок польских поэтов и писателей, куда входили Станислав Старжинский, Адольф Янушкевич, Францишек Ковальский, Игнатий Садовский, Каэтан Чайковский, Кароль Сабинский и Маврикий Гославский. В 1823 выдающийся русский художник-живописец Василий Андреевич Тропинин в каменецкой крепости написал портрет Устима Кармелюка. Среди тропининских работ этого периода — картины «Девушка с Подолья» и «Портрет крестьянина». В 1831 в Каменце работал выдающийся русский учёный-лексикограф Владимир Иванович Даль. Здесь он написал повесть «Подолянка» и издал эссе о народной поэзии Подолья. В 1846 город посетил украинский поэт Тарас Шевченко, который сделал серию набросков архитектурных памятников и записал сборник народных песен. В 50-е годы XIX века в каменецкой духовной семинарии учились выдающиеся представители украинской литературы — Степан Руданский и Анатолий Свидницкий. С 1852 до самой смерти в городе работал Михаил Иосифович Грейм, организатор первой на Подолье фототипографии, автор 26 трудов по нумизматике и ископаемым кладам монет. В 1856 в Каменце работал еврейский поэт и учёный Бера Готлобер. Позже, с 1856, здесь же начал свою литературную деятельность его ученик, Менделе Мойхер-Сфорим (Соломон Якович Абрамович), еврейский писатель-сатирик демократического направления, основоположник новейшей еврейской литературы. В 1861 в городе поселился Иосиф Иосифович Ролле, врач, польский историк буржуазно-либерального направления, историк медицины Подолья, член-корреспондент Краковской академии наук, член 7-ми научных обществ. В 1862 в городе жил Владислав Иванович Заремба, украинский композитор. С 1889 в Каменце жил и работал Ефим Иосифович Сицинский, историк, археолог, музеевед, редактор периодических церковных изданий, автор 137 трудов по истории Подолья. С 1894 в Подольской духовной семинарии учился Николай Дмитриевич Леонтович — украинский композитор, автор трёх сборников «Песен с Подолья» и около двухсот обработок украинских народных песен.
С 1881 года в городе начала выходить общественная неофициальная литературная газета «Подольский листок», периодичностью 3 раза в неделю.

### Тайные общества

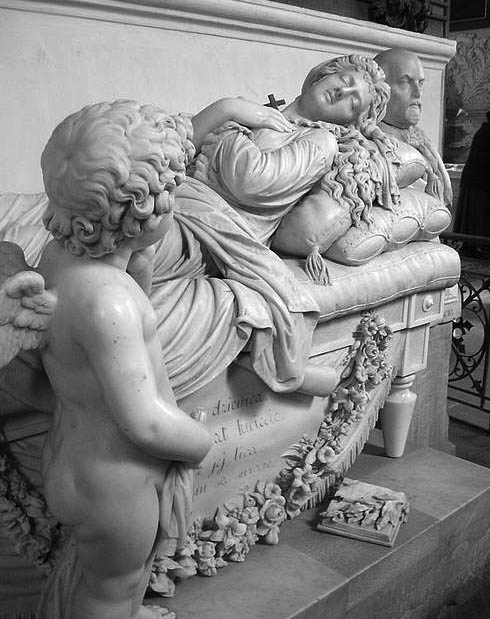
Надгробный памятник Лауре Пшиздецкой, скульптор В.Бродский, 1876

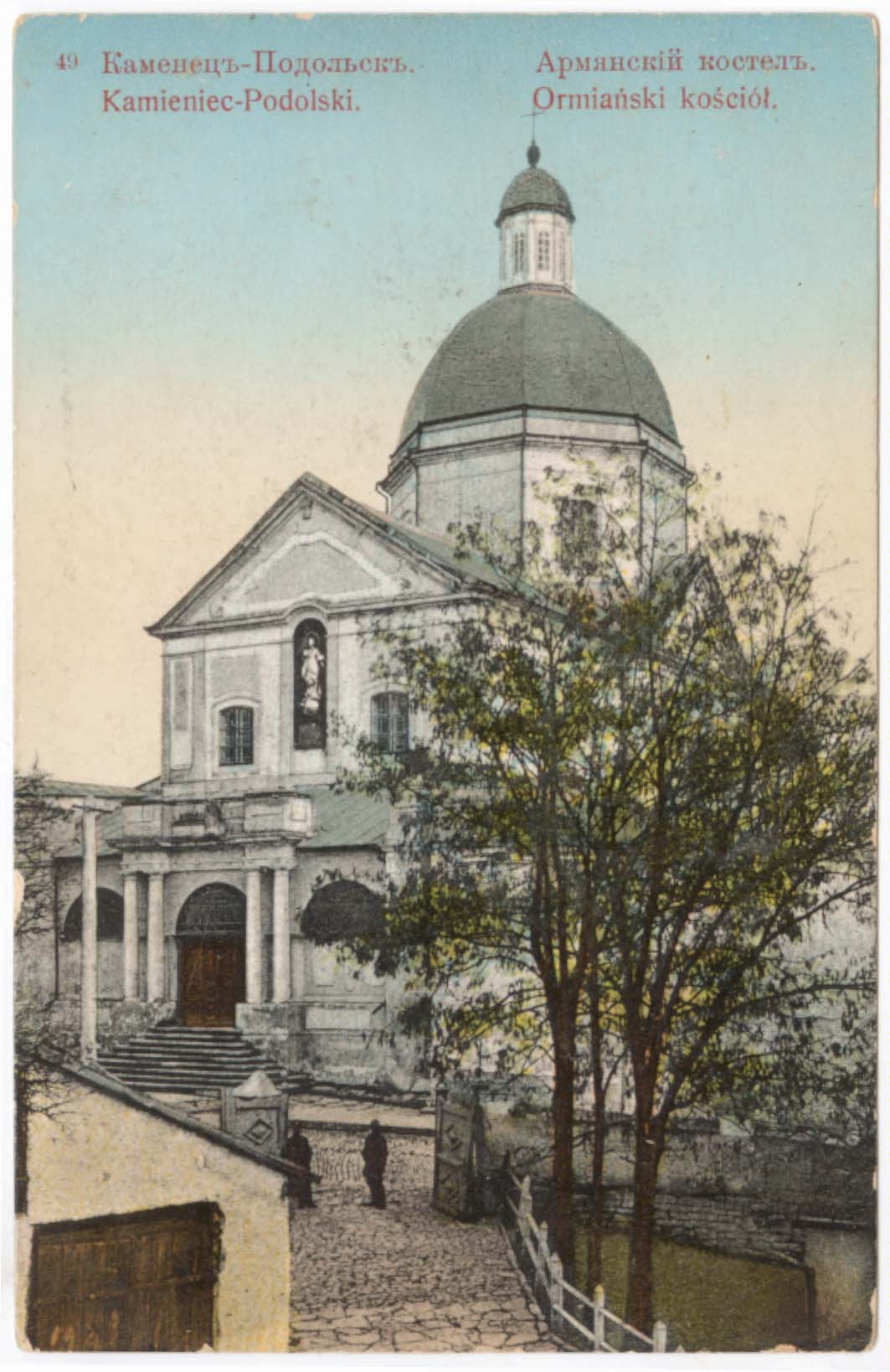
Армянский костёл

В 1801—1805 в губернаторской канцелярии работал Алексей Петрович Юшневский — декабрист, один из организаторов и руководителей Южного общества декабристов в Тульчине. В 1815—1822 в городе проходил военную службу Владимир Феодосиевич Раевский, русский поэт и декабрист. Здесь, в 1816 он организовал нелегальный политический кружок «Железные Печати», арестованный в 1822.
В 1818 в городе создана масонская ложа «Озирис» (d’Osiris à l’Etoile flamboyante), филиал петербургской «Астры». Ложа соответствовала шотландским ступеням, на её заседаниях общались на польском и французском языках. Мастером кресла был губернский медицинский инспектор Францишек Димер, а его помощником — доктор Симон Чайковский. Мастерами ложи были местные аристократы Томаш Михаловский и Мартин Кроковский. Ложа была запрещена в конце 1822 года.
В конце XIX века в городке Буцновцы (сейчас Буцни Летичевского района) существовала ложа «Минерва». Городок являлся собственностью графа Островского, который обеспечил приют «братьям».
В начале XX века в Каменце функционировало тайное спиритическое общество «Пламенеющая Заря», членами которой являлась аристократическая верхушка города.

### Революционное движение

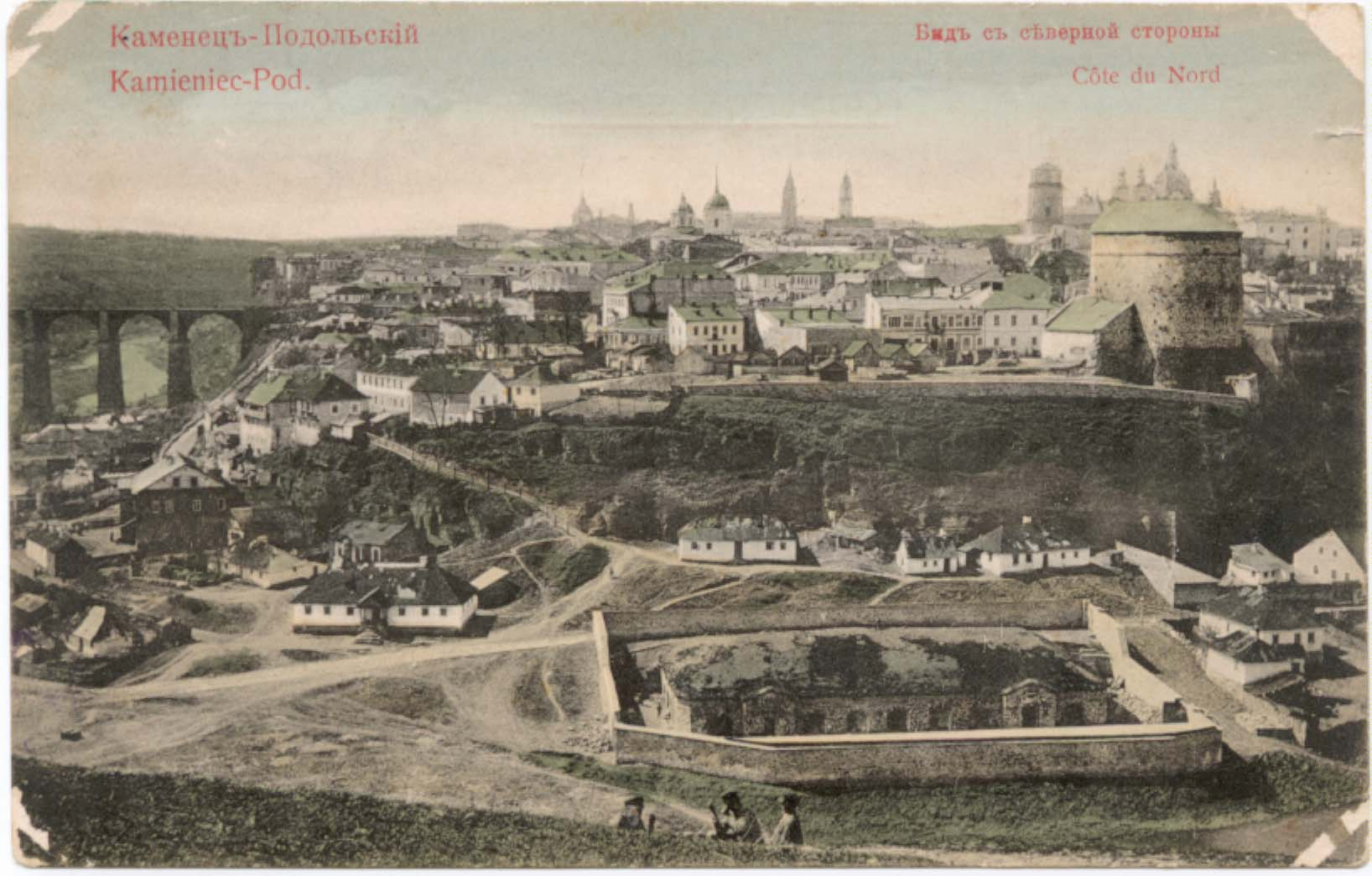
Панорама Старого города

В 1880—1882 гг. здесь действовала подпольная народническая организация «Подольская дружина» (она была организована в среде учащейся молодёжи каменецкой духовной семинарии под руководством Владимира Ивановича Дзюбинского). В 1882 организация издала листовку-призыв, направленную против царского строя, после чего была разгромлена жандармами, а 14 её участников привлечены к суду. С подольскими подпольными группами «Народная Воля» и «Подольская дружина» в 1880—1882 гг. был связан М. М. Коцюбинский.
В 1868 в городе была создана подпольная организация «Каменец-Подольская Коммуна». Учредителями были учитель мужской гимназии Александр Романько-Романовский и ученики старших классов, всего более 30 членов. Филиалы коммуны были в Проскурове и Староконстантинове.

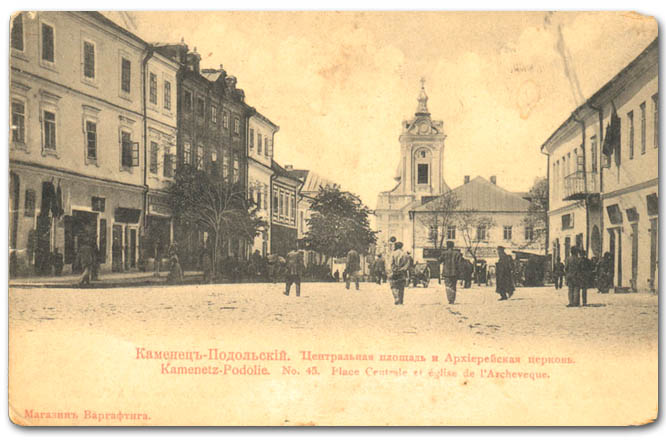
Центральная площадь и Архиерейская церковь

В 1878, опять в среде духовной семинарии, возникла подпольная группа народников, во главе со старшекурсником Никанором Федоровичем Крыжановским, позже исключённым из семинарии за нарушение дисциплины. Группа издавала листовки с пометкой «Свободная Подольская типография». После ареста Крыжановский был осуждён к смертной казни, позже заменённой пожизненной каторгой. Остальные были сосланы в Сибирь. Крыжановский стал первым политкаторжанином на Сахалине.
В 1895 за участие в подпольной деятельности был исключён из гимназии старшеклассник Владимир Петрович Затонский, руководитель революционных кружков на Белановке и Мукше, будущий советский партийный и государственный деятель.
В 1900 в Каменце основан филиал львовского Общества «Просвита», основной целью которого стало утверждение украинской национальной идеи и возрождение исторической памяти.
С конца XIX века при помощи группы М. М. Кудрина через Каменец систематически транспортировалась газета «Искра». В ночь на 15 февраля 1903 группа была арестована.

## Каменец начала XX века

### Технический прогресс

Кавалерийский парад 1912 года

В 1890 в городе появилась телефонная связь. По инициативе Леона Раковского в помещении почтово-телеграфной конторы была оборудована телефонная станция. Уже в 1913 станция имела 140 абонентов. В 1910 открыто телефонное сообщение между Каменцем и Хотином.
В начале XX века в Каменец пришёл кинематограф — в городе один за другим открываются кинотеатры. Первый кинотеатр — «Биоскоп» (позже переименован в «Миньон»), открыт в 1901 году. В том же году на Троицком спуске открыт кинотеатр «Бомонд», на 35 мест, позже переименованный в «Иллюзион». В 1912 в доме Крайза на улице Новобульварной открыт кинотеатр «Гигант», с залом на 200 мест, оборудованный новейшим кинопроектором французской фирмы «Пате». Для музыкального сопровождения картин кинотеатр имел собственный струнный оркестр.
В 1912 городская дума объявила тендер на строительство чугунного централизованного водопровода в Старом городе. Победителями стали специалисты из Санкт-Петербурга. В 1912 введена в действие первая скважина, а к 1914 половина кварталов города была оснащена колонками с водой.
13 марта 1914 в Каменце впервые прозвучал паровозный гудок: в город прибыл товарный поезд со шпалами и рельсами. К концу года было закончено строительство железнодорожного пути Каменец-Подольский — Ларга, длиной 40 км.
В 1913 в городское управление пришла заявка от инженера-технолога Захара Моисеевича Безиковича из Одессы на получение концессии для устройства и эксплуатации в Каменце электрического трамвая. Городская дума рассмотрела проект и создала специальную комиссию по этому вопросу во главе с городским председателем Константином Туровичем. Первая мировая война навсегда прервала работу над проектом.

### Первая мировая война

Вступление австро-венгерской армии в Каменец-Подольский, 1914

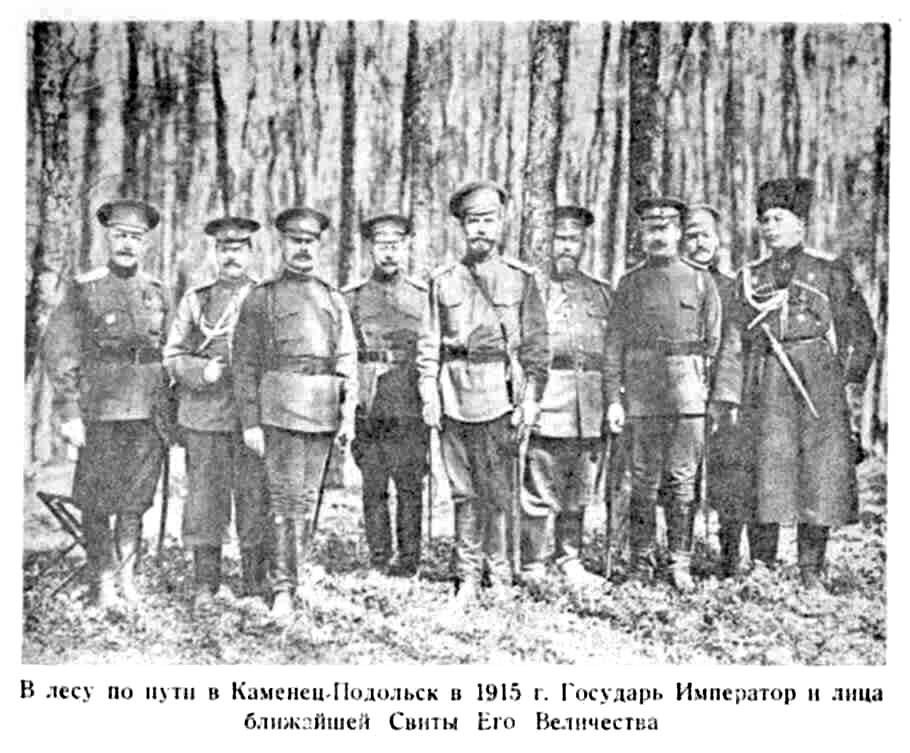
Николай Второй по пути в Каменец-Подольский, 1915

В начале войны в городе размещался штаб Юго-Западного фронта. 4 августа 1914 город был захвачен австро-венгерской армией, но уже через два дня, 6 августа, австро-венгерская армия оставила город.
Осенью 1915 года в Каменце находился штаб 9-й армии.
Весной 1916 с целью визита военного госпиталя город посетил император Николай II. Летом того же года в военном госпитале проходил службу будущий писатель Михаил Булгаков.

## Революция и гражданская война
23 апреля 1917 в Пушкинском доме на ул. Шевченко начал работу первый двухнедельный съезд представителей Юго-Западного фронта, на котором с речью выступали военные деятели Алексей Брусилов, Лавр Корнилов, Борис Савинков, военный министр Временного правительства Александр Керенский, и от большевиков — прапорщик Николай Крыленко.
26 октября (8 ноября) 1917 на совместном заседании Совета рабочих и солдатских депутатов в Каменце-Подольском была провозглашена советская власть. Председателем городского Совета РСД был избран Михаил Николаевич Кушелев, а комиссаром по продовольствию назначен бывший наборщик типографии Григорий Адамович Головановский-Барский. Новую власть поддержали оставшиеся без командования, деморализованные и мародёрствующие военные части 12-го армейского корпуса. Советская власть продержалась в городе почти 2 месяца.

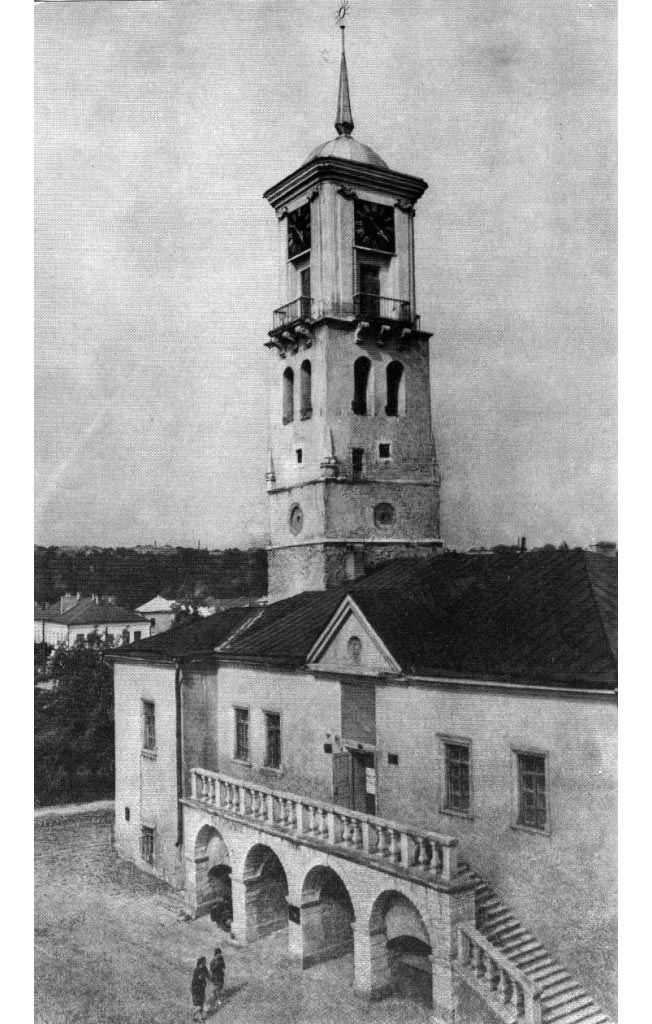
Здание городской ратуши

 Уже 27 декабря в Каменец прибыла украинизированная 12-я стрелецкая дивизия под командованием губернского комиссара Центрального Совета Г. Степуры, силой оружия установившая в городе власть УНР.
Спустя месяц, 21 января 1918, мобилизованные штабы 12-го армейского корпуса и 74-го Ставропольского полка арестовали представителей украинской власти, распустили городскую думу и объявили требование украинским частям покинуть город. Во избежание кровопролития, украинское командование исполнило условия ультиматума.
19 февраля 1918 в Каменец прибыл полковник князь Игорь Комнен-Палеолог. Ему удалось сагитировать на сторону украинской власти находящийся в городе состав 3-го мусульманского батальона Кавказского корпуса. В ночь на 28 февраля батальон в составе 400 штыков решительными действиями выбил большевиков из города. В бою погибли 16 бойцов батальона. Утром в город вошла украинская армия, во главе с Г. Степурой. В течение трёх дней все большевистские подразделения в городе и пригородах были обезоружены и расформированы. На протяжении марта-апреля 1918 батальон И. Комнен-Палеолога, переименованный в Отдельный Каменец-Подольский мусульманский лагерь, нёс караульную службу в каменецком военном гарнизоне. Его бойцы, преимущественно татары, отличились верностью, надёжностью и неподкупностью.
17 августа 1918 гетман Украины Павло Скоропадский подписал Закон об основании в административном центре Подолья Государственного Всеукраинского университета. Университет был торжественно открыт 22 октября 1918. Инициатором, основателем и первым ректором университета был Иларион Огиенко. Преподавателем истории был назначен Дмитрий Дорошенко, учёный, библиограф. Кафедрой славистики университета заведовал профессор М. Драй-Хмара, поэт и переводчик. Историю всемирного искусства преподавал Владимир Николаевич Гагенмейстер — украинский график и искусствовед. Преподавал профессор-зоолог Н. Бучинский, будущий ректор университета. В 1918—1920 на 5 университетских факультетах обучались более 1400 студентов.
24 марта 1919 года в городе началось антипетлюровское восстание против Директории, в котором участвовали городские рабочие, часть солдат гарнизона и крестьяне окрестных сел, для подавления восстания Петлюра был вынужден снять войска с фронта.
17 апреля 1919 Каменец заняли фронтовые части РККА (Отдельная Бессарабская бригада, 8-й Подольский и 4-й конно-артиллерийский полки). Город охватил кровавый террор, грабеж и поджоги. Особенной жестокостью отличилась сотрудник ВЧК Фаня Гурвитц, собственноручно производившая ежедневные расстрелы врагов Советской власти.
20 апреля 1919 при городском комитете КП(б)У начала издаваться газета «Большевик». 1 мая 1919 город посетил будущий нарком Г. И. Петровский, выступивший с речью на открытии первого цеха завода твердосплавного инструмента. Невиданных масштабов достигла денежная инфляция и спекуляция товарами первой необходимости. Торговля на рынках совершалась путём натурального обмена (бартер). По улицам города ходили толпы беспризорных детей. Зафиксирован ряд смертных случаев от эпидемии тифа.

### Каменец в составе УНР

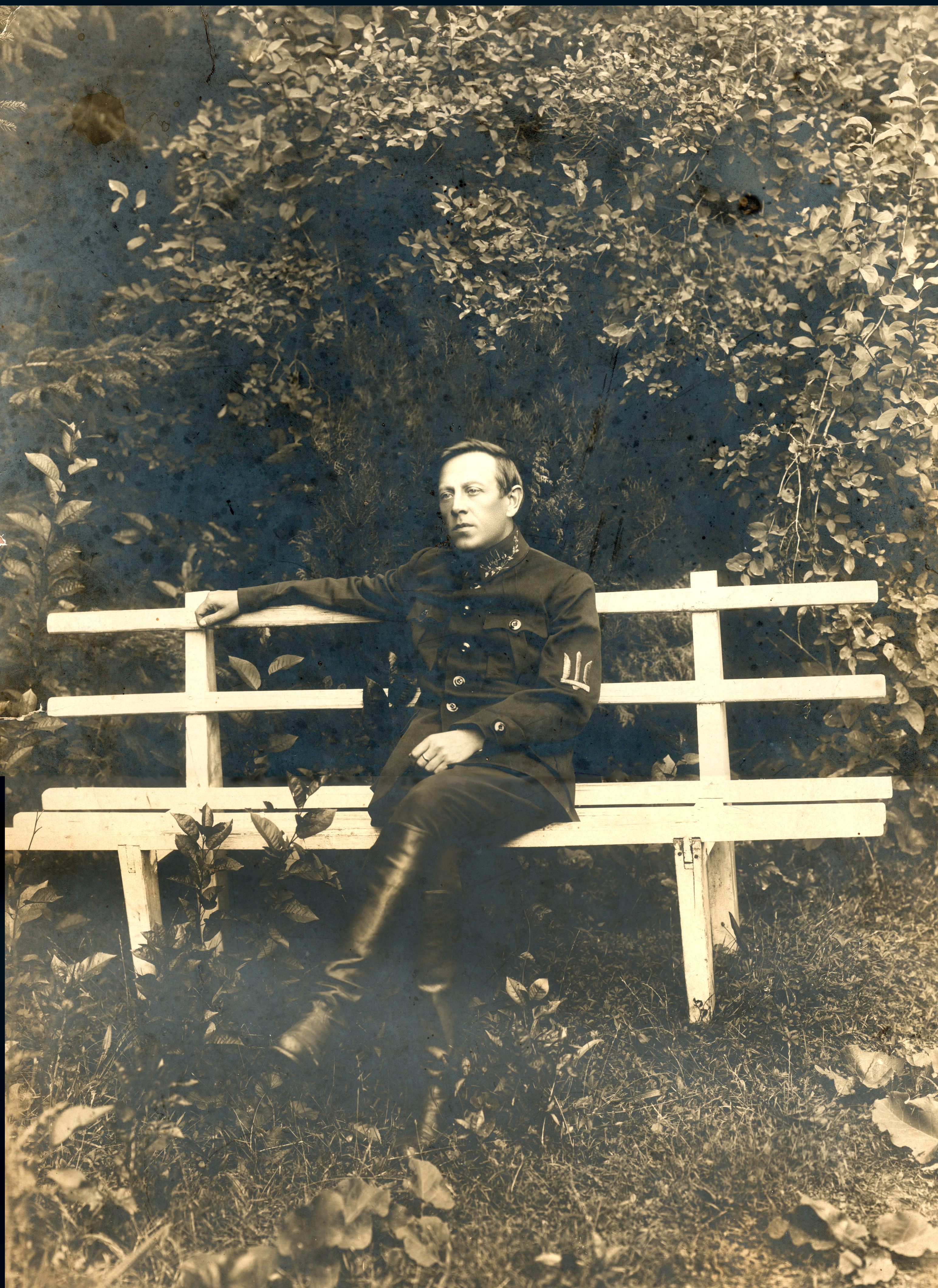
Атаман УНР Симон Петлюра в Каменце-Подольском

3 июня 1919 Третья дивизия армии УНР под командованием А. Удовиченко, форсировав Збруч, штурмом овладела Каменцем-Подольским. Три дня боёв за город сопровождались казнями большевиков и еврейскими погромами. Были убиты 52 еврея в Каменце, сотрудники ВЧК, и 78 евреев в Китайгороде.
В это же время, под ударами Красной армии и после безуспешной попытки заключения военного союза с Деникиным, 6 июня 1919 из Киева и Винницы в Каменец перемещается Директория и правительство УНР. На полгода город становится столицей Украинской Народной Республики. Директорию возглавляли Симон Петлюра, Андрей Макаренко и Фёдор Швец. В город переехали многочисленные правительственные учреждения и целые министерства, а также типография казначейства УНР, где на оборудовании фирмы Карл Краузе печатались украинские гривны, боны, облигации и другие ценные бумаги. В город ринулись массы приезжих и деятелей различной ориентации, по причине значительной отдалённости Каменца от линии фронта и его выгодным расположением на нейтральной по тем временам румынской границе.

Члены Директории УНР: Макаренко, Швец, Петлюра

Руководители Директории и Армии УНР

 17 июля Петлюра принял делегацию еврейской общины Каменца-Подольского, требовавшую от него немедленного прекращения погромов и принятия решительных мер для борьбы с ними. Еврейские представители заявили, что только при полном прекращении погромов евреи готовы поддержать правительство Директории. В итоге Петлюра публично осудил погромы, но на практике не сумел предотвратить случаи притеснения еврейского населения со стороны военных и гражданских лиц.
7 июля 1919 вокруг города стало сжиматься кольцо противника — с севера со стороны Дунаевец к городу подошли передовые части Красной армии, с юга на город наступала Бессарабская красная бригада. 8 июля на совете штаба армии УНР было принято решение о создании линии обороны Каменца. Начальником обороны был назначен генерал Колодий. 16 июля 1919 украинская Галицкая армия переправилась через Збруч и вошла в город для поддержки армии УНР. Между Директорией УНР и Диктатурой Западной области УНР было достигнуто соглашение об объединённом походе против большевиков. Армия УНР насчитывала 30 000 бойцов (15 000 штыков, 120 пушек и 350 пулемётов), УГА — 50 000 бойцов (19 000 штыков и сабель, 550 пулемётов и 158 пушек). В армиях были произведены структурные изменения. Возглавил объединённые войска Головной атаман Симон Петлюра. Укрепление фронта остановило наступление Красной армии. 18 июля боевые отряды Ю. Тютюнника освободили от большевиков Новую Ушицу, 30 июля сечевые стрельцы и Запорожская группа овладели Проскуровом, 31 июля 3-я дивизия А. Удовиченко заняла Вапнярку. 30 июля 1919 в Каменце-Подольском прошли переговоры Директории с военными представителями США, Франции и Англии. 31 августа 1919, по случаю захвата украинскими войсками Киева, в Каменце был проведён праздничный военный парад.
14 октября 1919 состоялась торжественная присяга Директории, правительства и войска на верность УНР. Главой правительства был избран ректор местного университета Иларион Огиенко, а министром образования — Антон Крушельницкий, украинский писатель и журналист.
7 ноября 1919 Каменец оказался зажат в кольцо наступления: с севера наступали большевики, с востока — деникинцы, из-за Збруча — польская армия. 15 ноября Директория передала все права Председателю и атаману Симону Петлюре, поручив ему верховное командование делами Республики. 16 ноября правительство Западной области УНР, а также члены Директории А. Макаренко и Ф. Швец оставили Украину, выехав из Каменца в Вену. 17 ноября С. Петлюра вместе с правительством, штабами и армией покинул Каменец с намерением переместиться в Шепетовку, не занятую ещё поляками или красноармейцами.
В тот же день в город вошли части польской армии. Украинская армия отступала на север, через Проскуров на Староконстантинов. 26 ноября в Староконстантинове Петлюра выступил с обращением к армии и народу о продолжении борьбы с большевиками.

### Советско-польская война
С ноября 1919 по апрель 1920 Каменец-Подольский был формально занят белополяками, но по сути оставался нейтральным городом. Вокруг Каменца стояли 4 противоборствующие армии: польская, деникинская, большевистская и румынская. Благодаря столь уникальной ситуации, в городе сумел остаться на полулегальном положении украинский 1-й Рекрутский полк под командованием Павла Шандрука. Из разрозненных остатков армии УНР, УГА и других армий, П.Шандрук сформировал боеспособную команду, которая позже вошла в состав Железной дивизии в качестве её 1-й Стрелецкой бригады. Существующее положение давало возможность находиться в Каменце представителям различных украинских сил и течений, в частности премьеру Исааку Мазепе и ряду членов правительства УНР. Они поддерживали связь с С.Петлюрой в Варшаве и с армией УНР, пребывавшей в 1-м Зимнем походе. Подписание 22 апреля договора УНР с Польшей дало армии УНР возможность продолжить борьбу с большевиками. В июне 1920 укреплённая Красная армия вытеснила армию УНР к Днестру а поляков — почти к Варшаве.
14 июля Каменец опять оказался в руках большевиков. 24 июля 1920 в городе был проведён первый коммунистический субботник. В августе 1920 — боевые действия армии УНР вдоль линии Днестра. В сентябре 1920, во время нового польско-украинского наступления армия УНР разгромила части 14-й советской армии между Днестром и Збручем, заняв Тернополь и Проскуров.
19 сентября 1920 войска УНР последний раз заняли Каменец-Подольский. Во время штурма города был сожжён губернаторский дворец. Была ещё одна попытка переместить сюда правительство УНР. 12 октября 1920 в Риге между Польшей и советской Россией был подписан прелиминарный мир, согласно с которым 18 октября по всему фронту прекращались боевые действия. 14 ноября 1920 правительство УНР последний раз покидает Каменец-Подольский. 21 ноября, после тяжёлых оборонных боёв, армия УНР отступила за Збруч и была интернирована польской армией.

## Каменец в составе СССР

### Становление советской власти
16 ноября 1920 в Каменец-Подольский вошли регулярные части Красной армии, в городе была восстановлена советская власть. Уже 30 ноября, для поддержания общественного порядка и для борьбы с бандитизмом, в городе было создано управление ВЧК (начальник — В. П. Астахов, заместитель — И. Д. Белкин) и подразделение гражданской милиции. В 1922 начальником ЧК и ГПУ был назначен Г. С. Люшков. На 1 января 1926 в составе подразделений окружной милиции (начальник — И. Ференс) насчитывалось 273 сотрудников, а в парке средств передвижения милиции насчитывалось 2 автомобиля и 30 коней.
В 1921 году был открыт Каменец-Подольский сельскохозяйственный институт.
В рамках борьбы с детской беспризорностью в 1922 были открыты 2 дома-интерната, бывшие на полном обеспечении подольской милиции.
В 1923 Постановлением СНК УССР Старая крепость была объявлена государственным историко-культурным заповедником. 22 сентября 1937 создана Каменец-Подольская область.
В феврале 1924 года Каменец-Подольский стал местом дислокации 23-го пограничного отряда, задачей которого стала охрана границы с Польшей.
По инициативе профессора Бернацкого и студентов института народного образования (бывший Университет) в 1924 был создан кружок любителей радио, а с 8 сентября 1925 в городе заработала первая радиостанция. Постепенно были радиофицированы окружные села. Первый радиоприёмник установлен в 1926 году в с. Руда, в 1927 в Каменецком округе работало уже 28 радиоприёмных установок. В конце 1937 при Каменец-Подольском исполкоме создан областной комитет радиоинформации.
20 декабря 1925 открылся городской пионерский клуб.
По данным переписи 1926 года, украинцы составляли 45,1 % населения города, евреи — 39,9 %, поляки — 6,1 %, русские — 7,2 %. Украинский язык родным назвали 44,7 % населения, еврейский — 36,5 %, русский — 14,2 %, польский — 3,1 %.
С 1924 в городе начала издаваться украиноязычная газета «Червоний кордон» («Красная граница»), с 1930 — газета «Прапор Жовтня» («Флаг Октября»), а с 1937 — областная газета «Міліціонер Поділля». С 1927 издавался научно-иллюстрированный журнал «Краєзнавство».
В 1941 областной центр был перенесён в Проскуров.

### Борьба с религией
В 1920 году в городе были ликвидированы Подольская духовная семинария и епархиальное управление.
В 1930 — разрушена церковь Казанской иконы Божией Матери. Постановлением ЦИК УССР от 1 июня 1932 закрыта Иоано-Предтеченская церковь. Три года она простояла пустой, а 26 июня 1935 решением городского совета церковь была разобрана а строительный материал был использован для строительства в городе новой тюрьмы. В том же году был взорван и разобран силами комунотдела собор Александра Невского (последний священник — Дмитрий Антонович Кавецкий). На месте разрушенного храма был устроен городской парк для гуляний, ежегодно на этом месте устанавливалась новогодняя ёлка. В 1934 была закрыта и превращена в склад для хранения зерна лютеранская кирха на улице Шевченко (построена в середине XIX века в стиле неоготики). Решением горсовета от 29 ноября 1935, кирха передана городскому отделу физкультуры для обустройства в ней спортивного зала. 1 января 1937 в этом помещении была открыта детская спортивная школа № 1.
В 1936 закрыта и перепрофилирована под товарный склад Георгиевская церковь. Позже здесь разместился городской планетарий.

### Репрессии населения
Пик массовых расстрелов населения органами ГПУ приходится на 1936—1938 годы. Расстрелы производились в двух местах: на хуторе Загальского (ныне — восточная часть с. Каменка за консервным заводом), и в подвалах городской тюрьмы. Массовые захоронения производились на том же хуторе Загальского и на кладбище русских Фольварок, общее количество братских могил — более 250.
Среди жертв ГПУ 1937 года — весь организационный и преподавательский состав художественно-промышленной школы народных ремесел: Володимир Гагенмейстер, Кость Кржеминский, Дмитрий Стойкевич и другие. В том же году репрессирован состав местного украинского комитета по краеведчеству и редсостав журнала «Краєзнавство». В 1938 был арестован композитор Михаил Андреевич Коссак.

### Рост промышленности

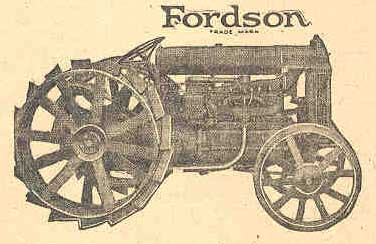
Трактор «Фордзон»

С 1922 начали работу цеха комбината хлебопродуктов. В апреле 1927 Каменец-Подольский округ получил первые трактора: два «Фордзона» и один отечественный «Запорожец». Один «Фордзон» достался аграрной артели в с. Параевка, второй — колхозу с. Руда, «Запорожец» — агробазе в городке Лянцкорунь (сейчас — с. Заречанка). 18 мая 1930 в Карвасарах на р. Смотрич началось строительство первой в округе гидроэлектростанции. В октябре 1935 начат монтаж оборудования, а в сентябре 1935 электростанция дала первый ток. В 1939 начал работать сокоморсовый завод всесоюзного треста «Спиртотара».

### Каменец-Подольский укрепрайон
В 1921—1939 гг. Каменец-Подольский являлся приграничным городом. Граница с Польшей проходила всего в 30 км от города по реке Збруч, а граница с Румынией — всего в 24 км от города вдоль реки Днестр.
В 1938 году в Киевском Особом военном округе было начато строительство 10-го Каменец-Подольского укреплённого района протяжённостью 50-140 км по фронту и 6-7 км в глубину, который состоял из 158 огневых точек (полукапониры, ДОТы). Управление укрепрайона находилось в городе.
В 1940 году здесь проводились испытания новых вооружений и оборудования. Особое отношение к Каменец-Подольскому УР со стороны военного руководства СССР было обусловлено тем, что он оставался приграничным УРом. Дооборудование УРов, начатых постройкой в 1938—1939 гг., было прекращено, кроме Каменец-Подольского (приказом НКО N 0057 от 8 октября 1940 г. «Проведение испытаний образцов моторов, приборов, фортификационных сооружений» было объявлено о приемке его сооружений). Его продолжали достраивать и содержать в бевой готовности, когда другие (не все) уже были законсервированы. Он единственный из всех УРов программы 1938 года был почти полностью достроен и вооружён новыми системами вооружения. Не успели установить только бронеколпаки на наблюдательных пунктах (НП) и прочих сооружениях.
В боях Каменец-Подольский УР себя не проявил. Немецкая армия прорвалась в районе Волочиска, к северу от УРа. В полосе УРа были лишь отдельные столкновения. Позже, когда немцы уже штурмовали Летичевский УР за сотню километров к востоку, гарнизон всего Каменец-Подольского УРа снялся и отступил в глубокий тыл.

## Каменец-Подольский в 1941—1945

### Начало войны и немецкая оккупация

Немецкие солдаты на улицах города

В первые же часы войны город подвергся массированной бомбардировке, в результате которой были полностью разрушены или сильно повреждены многие из уникальных архитектурных памятников, погибли сотни мирных жителей.
25 июня 1941 года в городе Каменец-Подольский был развёрнут штаб 18-й армии Южного Фронта РККА. 27 июня 1941 по указанию прибывшего в Проскуров секретаря ЦК КП(б)У М. С. Спивака Каменец-Подольский обком направил в районы группы коммунистов для организации партийного подполья.

Из письма жительницы города Златы Фукс, сыну — капитану Красной армии Фуксу И. И.: 
…В городе было шесть бомбардировок и есть много убитых... Сегодня, 2-го [июля] множество людей не знают, что делать…
В полную боевую готовность были приведены все воинские подразделения, началась мобилизация населения в Красную Армию и срочная эвакуация в тыл промышленности, культурных ценностей и архивов.
6 июля над Каменец-Подольским в воздушном бою был подбит возвращавшийся с задания венгерский разведчик Не-111 (борт В-702).
С юго-запада в направлении города наступали 11-я немецкая и 3-я румынская армии, венгерский корпус и словацкие дивизии.
9 июля 1941 г. при отступлении из города советских войск были заминированы и взорваны Новоплановский мост и ряд стратегически важных промышленных предприятий.

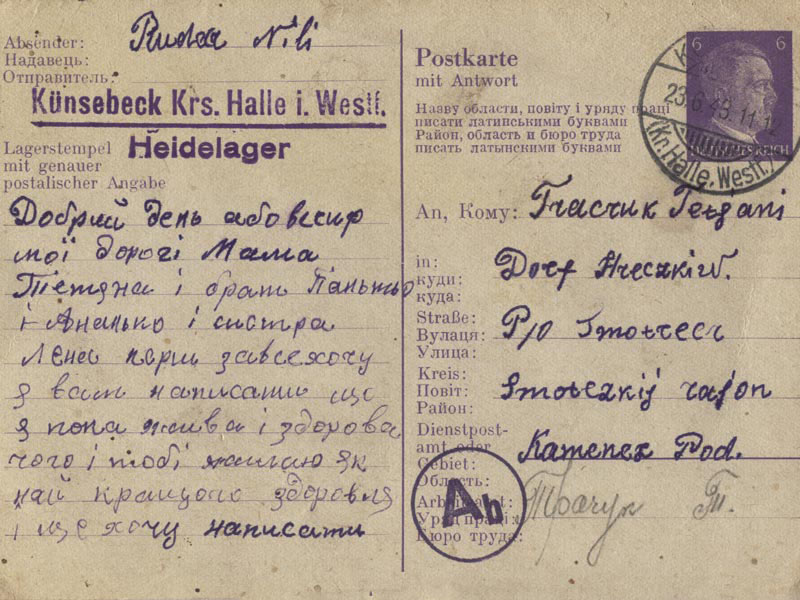
Письмо подольского гастарбайтера

 10 июля 1941 года наступавшие немецкие войска оккупировали Каменец-Подольский. На улицах города производятся показательные карательные процессы над советскими административными и партийными сотрудниками. В бывшем здании НКВД на ул. Шевченко размещается штаб-управление Гестапо. В городе создаётся еврейское гетто.
С 20 августа Каменец-Подольский становится административно-территориальной единицей Генерального округа Волынь-Подолия (Generalbezirk Wolhynien-Podolien) Рейхскомиссариата Украина в составе нацистской Германии.
С первых месяцев оккупации в старом историческом центре города начинают проводиться активные археологические исследования. Поисковые раскопки велись силами спецподразделений «Роланд» и «Нахтигаль», под кураторством берлинского института «Ананербе». Многие исторические ценности, рукописи и артефакты были вывезены в Германию.
С осени 1941 г. улицам города были возвращены досоветские исторические названия.
Возобновляется духовная деятельность многочисленных храмов разных конфессий города. Так, уже в июле 1941 г. были возобновлены богослужения в Покровском храме (священник Качеровский).
7 сентября 1941 года в городе начинает издаваться печатный орган окружного комиссариата — газета «Подолянин» (до 19 марта 1944).

### Геноцид евреев

Распоряжение полевого коменданта

20 июля 1941 г. в Каменце-Подольском было создано гетто. Уже к концу июля в гетто были перевезены 11 тысяч евреев из Венгрии. Это были беженцы из Чехословакии, Польши, депортированные из Венгрии. В гетто были заключены также жители соседних еврейских местечек. В первый месяц оккупации на еврейскую общину была наложена контрибуция: евреи Каменца-Подольского вынуждены были сдать оккупационным властям 110 тысяч рублей и восемь килограммов золота. В конце июля 1941 г. в гетто Каменца-Подольского было сосредоточено около 30 тысяч евреев.
В январе 1942 г. было расстреляно 4500 заключённых гетто, в их числе 500 детей. В живых были оставлены только работавшие на предприятиях, выполняющих заказы для оккупационных властей. Летом-осенью 1942 г. в гетто были депортированы евреи-специалисты из семи ликвидированных гетто Каменец-Подольского района. После этого число узников гетто составляло около пяти тысяч человек. В феврале 1943 г. все евреи в Каменце-Подольском были уничтожены.

### Партизанское движение
С первых дней германской оккупации начинается массовое партизанское сопротивление в Каменец-Подольской области.
Так, уже 10 октября 1941 года силами партизанского отряда был уничтожен вражеский автопарк в г. Дунаевцы (22 грузовых и легковых автомобилей, 6 мотоциклов и 1 бронемашина). В тот же день, в Китайгороде группой партизан был ликвидирован большой склад с продовольствием, уничтожено 15 немецких солдат, захвачено 9 исправных машин.
Пик партизанской активности в области приходится на 1943-44 годы. Начальником Каменец-Подольского областного штаба партизанского движения к тому времени был назначен секретарь местного подпольного обкома КП(б)У тов. С. А. Олексенко. Командиром партизанского соединения Каменец-Подольской области был А. З. Одуха, областным комиссаром — тов. Кузовков Игнат Васильевич. В партизанских соединениях Каменец-Подольской области в апреле 1943 насчитывалось 118 комсомольцев, в марте 1944—1544.
1 августа 1943 группа партизан из отряда «За Отчизну» внезапно атаковала село Негин и уничтожила 30 немецких жандармов, разрушила телефонную станцию и сожгла нефтесклад, в котором находилось около 90 тонн ГСМ. 13 августа 1943 четыре партизанских отряда, действующих в районах области, в течение месяца пустили под откос 29 эшелонов с вооружением, боеприпасами и войсками противника. В результате крушений повреждено и разбито 26 паровозов, 376 вагонов и платформ.
С февраля 1944-го в составе партизанского отряда им. Ленина Каменец-Подольского соединения в звании рядового воевал И. М. Смоктуновский.
Самым известным партизаном области стал 14-летний пионер Валя Котик, разведчик шепетовского партизанского отряда имени Кармелюка. В октябре 1943 года он разведал место нахождения подземного телефонного кабеля гитлеровской ставки, который вскоре был подорван. Он также участвовал в подрыве шести железнодорожных эшелонов и склада боеприпасов. 29 октября 1943 года, будучи на посту, Валя заметил наступление карателей гестапо. Убив из пистолета вражеского офицера, он поднял тревогу, что позволило партизаном приготовиться к бою. 16 февраля 1944 года в бою за город Изяслав юный разведчик был смертельно ранен и на следующий день скончался. Похоронен в центре парка города Шепетовка. За проявленный героизм Указом Президиума Верховного Совета СССР от 27 июня 1958 года Котику Валентину Александровичу посмертно присвоено звание Героя Советского Союза.

### Деятельность ОУН и УПА
С началом оккупации незначительная часть местного населения открыто поддержала деятельность ОУН. В 1941 в городе наблюдается активное сотрудничество ОУН с новым оккупационным правительством. Но уже в конце 1941 — начале 1942 года начались массовые преследования оуновцев со стороны немцев. Значительная часть представителей ОУН была репрессирована и угнана в Германию. Вскоре ОУН перешла в глубокое подполье, фактически став третьей стороной военного конфликта.
В конце 1943 и начале 1944 г. резко усилилась деятельность УПА в районах Славуты, Плужного, Волочиска, Должка, Виньковец, Деражни и Летичева. Территориально Каменец-Подольский находился в зоне действий подразделений «УПА-Восток», под управлением командующего Омельяна Грабца.
Отдельные подразделения УПА продержались в сопротивлении до 1949 года, до полного уничтожения их остатков силами НКВД.

### Каменец-Подольский котёл
В феврале-марте 1944 в районе Каменец-Подольска шли упорные бои между войсками 1-го и 2-го Украинского фронтов и 1-й танковой армией вермахта, со значительным потерями с обеих сторон. Изначально в окружении советских войск оказались 11 пехотных и 10 танковых и моторизованных дивизий. Вскоре на их поддержку из Франции был переброшен 2-й танковый корпус СС, отдельная пехотная дивизия, несколько дивизионов самоходной артиллерии и две танковые дивизии из Югославии, которые как раз к концу марта вступили в сражение, обернувшееся бегством с поля боя.
Через 21 день упорных боёв, с нанесением большого урона советским пехотным и танковым подразделениям, при помощи деблокирующего удара 9-й танковой дивизии СС «Хохенштауфен», часть танков немецкой 1-й танковой армии смогла выйти из окружения и отступить. Прорывом из окружения командовал начальник штаба 1-й танковой армии генерал Вальтер Венк, после этого назначенный Гитлером на должность начальника штаба группы армий «Южная Украина» с присвоением ему звания генерал-лейтенанта.
Тем не менее, при штурме советскими войсками г. Ярмолинцы немцы потеряли свыше 100 танков и до 5 тысяч солдат и офицеров. В боях за с. Виньковцы у немцев были захвачены 15 исправных танков «Пантера», более 100 орудий, 18 бронемашин, 24 бронетранспортёра, 250 автомашин, 2 склада боеприпасов и 5 складов с продовольствием. В районе Зяньковцы в панике отступающие гитлеровцы бросили 80 исправных орудий.
21 марта 1944 года Свердловская танковая бригада ворвалась в с. Почепинцы и разгромила штаб 7-й танковой дивизии вермахта. К исходу 24 марта бригада овладела селом Зиньковцы на подступах к Каменец-Подольскому. В тот же день, совершив обходный манёвр, Челябинская танковая бригада совместно с 17-й гвардейской мехбригадой 6-го гвардейского мехкорпуса овладела городом Скала-Подольская, успешно форсировала реку Збруч, затем освободила село Оринин и вечером ворвалась в село Должок на западной окраине Каменец-Подольского, перерезав шоссейную дорогу на Жванец. Утром 25 марта к северо-западной окраине Каменец-Подольского вышли Унечская мотострелковая бригада и 299-й миномётный полк. С севера и юга к городу подошли 16-я и 49-я мехбригады 6-го гвардейского мехкорпуса 4-й танковой армии.

### Освобождение города (1944)

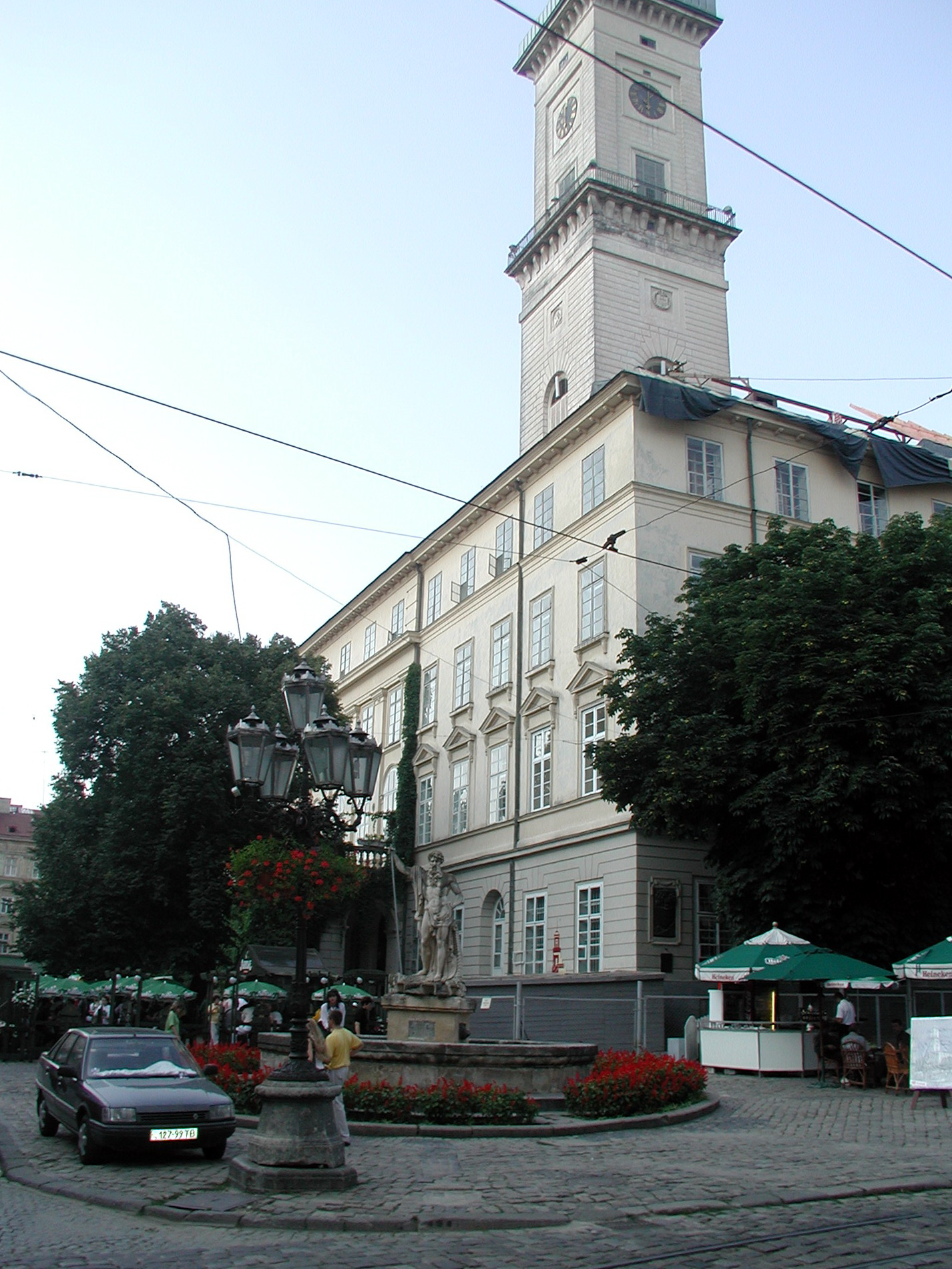
Разрушенная войной Ратуша, фото 1945

В ходе Проскуровско-Черновицкой операции к исходу 24 марта 1944 части 61-й гв. танковой бригады РККА вышли на подступы к Каменец-Подольскому. Город представлял собой важный опорный пункт немецкой обороны, при этом действия наступающих советских войск серьезно затрудняла река Смотрич с сильно обрывистыми берегами - единственной переправой через водную преграду являлся Турецкий мост, но он был заминирован немцами. 25 марта 1944 в 17.00 залпом гвардейских миномётов начался одновременный штурм города с севера, юга и запада. Атака войск 1-го Украинского фронта была настолько стремительной, что немцы не успели взорвать заминированный Турецкий мост (который при поддержке артиллеристов захватила рота из 29-й гв. мотострелковой бригады РККА), электростанцию и ряд предприятий.
Автоматчики батальона Челябинской танковой бригады по узкому ущелью обошли крепость и переправились на Русские фольварки. По мосту и обнаруженному броду в город ворвались танки Свердловской и Челябинской бригад и остальные части корпуса.
К утру 26 марта гвардейцы Уральского и 6-го мехкорпусов полностью очистили от врага Каменец-Подольский, но бои за него продолжались ещё шесть суток — вырывавшаяся на запад часть войск проскуровской группировки немцев пыталась выбить советские войска из города.
В освобождении города от гитлеровских германских войск принимали участие советские войска:
- 4-й гвардейской танковой армии в составе: 6-го гв. механизированного корпуса (генерал-лейтенант Акимов Александр Иванович) в составе: 16-й гв. мехбригады (полковник Рывж, Всеволод Езупович), 49-й мехбригады (полковник Туркин, Пётр Никитович), 29-го отд. тп (полковник Сергеев, Константин Николаевич), 56-го отд. тп (полковник Селиванчик, Николай Яковлевич), 1-го гв. самоходного артполка (полковник Гудимов, Иван Васильевич); 10-го гв. танкового корпуса (генерал-майор т/в Белов, Евтихий Емельянович) в составе: 61-й гв. танковой бригады (подполковник Жуков, Николай Григорьевич), 63-й гв. тбр (полковник Фомичёв, Михаил Георгиевич), 29-й гв. мотострелковой бригады (полковник Смирнов, Михаил Семёнович), 356-го гв. самоходного артполка (подполковник Пархоменко, Филипп Дмитриевич); 1228-го самоходного артполка (подполковник Доброшинский, Иван Иванович); 6-й помбр (полковник Епифанов, Владимир Дмитриевич).
- 2-й воздушной армии в составе: 5-го штурмового авиакорпуса (генерал-майор авц. Каманин, Николай Петрович) в составе: 4-й гв. штурмовой авиадивизии (подполковник Левадный, Александр Сидорович), 264-й штурмовой авиадивизии (полковник Клобуков, Евгений Васильевич).

В боях за овладение городом Каменец-Подольский отличились войска генерал-лейтенанта Лелюшенко, танкисты генерал-майора танковых войск Белова, генерал-лейтенанта Акимова, полковника Смирнова, лётчики генерал-майора авиации Головни и генерал-майора авиации Каманина. Более пяти тысяч воинов корпуса были награждены орденами и медалями за героизм, проявленный при освобождении Каменец-Подольского. Свердловская танковая бригада была удостоена ордена Красного Знамени.
27 марта в 21 час, в Москве, приказом Верховного Главнокомандующего войскам объявлена благодарность и в честь доблести войск 1-го Украинского фронта, проявленном в ходе освобождения Каменца-Подольского, был произведён салют двадцатью артиллерийскими залпами из двухсот двадцати четырёх орудий.
Приказом Верховного Главнокомандующего И. В. Сталина от 03.04.1944 № 078 в ознаменование одержанной победы соединения и части, отличившиеся в боях за освобождение города Каменец-Подольский, получили наименование «Каменец-Подольских»:,
- 49-я гвардейская механизированная бригада (полковник Туркин, Пётр Никитович)
- 6-я понтонно-мостовая бригада (полковник Епифанов, Владимир Дмитриевич)
- 56-й отдельный танковый полк (полковник Селиванчик, Николай Яковлевич)
- 88-й отдельный моторизованный инженерный батальон (майор Чипиль, Стефан Данилович)
- 92-й гвардейский штурмовой авиационный полк (подполковник Ковшиков, Борис Иванович)
- 451-й штурмовой авиационный полк (майор Косевич, Николай Мартынович)
- 809-й штурмовой авиационный полк (подполковник Московкин, Василий Степанович)
- 996-й штурмовой авиационный полк (подполковник Зорин, Денис Михайлович)
- 112-й гвардейский истребительный авиационный полк (майор Петухов, Сергей Михайлович)
- 513-й истребительный авиационный полк (капитан Поздняков, Яков Миронович)
- 646-й ночной бомбардировочный авиационный полк (подполковник Летучий, Израиль Яковлевич)
- 715-й ночной бомбардировочный авиационный полк (подполковник Замятин, Иван Иосифович).[22]

### Итоги
За годы Второй мировой войны население города сократилось вдвое (с 55 000 человек в 1940 г. до 26 000 в 1945). Был нанесён невосполнимый урон архитектурному наследию Каменца-Подольского. Были разрушены 90 % жилых зданий в Старом городе, полностью уничтожена промышленная база.

## 1945—1991

### Восстановление города
С 27 марта 1944 года Каменец-Подольский опять возвращён в состав УССР. С 1947 начались восстановительные работы Новоплановского моста; транспортное движение через мост было возобновлено в 1951. Значительные повреждения в ходе войны были нанесены городской Ратуше; её реставрация начата в 1954 и закончена в 1956. С 1944 начат выпуск газеты городского райкома партии «Сталинский Клич» (в 1950-х переименована в «Радянську Кам’янеччину»). На речках Збруч и Смотрич были построены гидроэлектростанции в сёлах Кудринцы, Цвикловцы (1953), Завалье (1954), Голосков и Ниверка (1957). 4 февраля 1954 года Каменец-Подольская область переименована в Хмельницкую.

### Памятники
В 1948 восстановлен памятник Ленину в парке культуры и отдыха. В 1974 зажжён Вечный огонь на могиле неизвестного солдата в Парке танкистов. В 1970 открыт новый памятник Ленину на площади перед зданием горсовета.

### Промышленность
В 1944 году была возобновлена деятельность 27 предприятий: в том числе — станкостроительный завод, хлебозавод, маслозавод, колбасная фабрика, бойня, швейные мастерские. В 1946 году в городе начал работу ряд артелей промышленной кооперации: трикотажная артель имени Крупской, швейная артель имени Кагановича, артели «Красный Кожанщик», «Красный Сапожник» и «Красный Пищевик». В послевоенные годы в городе открылся ряд крупных предприятий; Каменец-Подольский быстро становится масштабным промышленным центром. В 1944 начала работать табачная фабрика, в 1953 — асфальтный завод, в 1959 — на базе районных механических мастерских создан завод автозапчастей, в 1959 — завод железобетонных конструкций, в 1959 — электромеханический завод (КЭМЗ), в 1960 — кабельный завод, в 1961 — приборостроительный завод, в 1962 — сахарный завод, в 1969 — завод «Электроприбор», в 1971 — городской мясокомбинат и молокозавод, в 1972 — завод минеральных вод, в 1970 запущена первая очередь цементного завода, в 1984 начал работать завод лёгких металлоконструкций (ЗЛМК).

### Учебные заведения
В послевоенные годы в городе функционировало 20 общеобразовательных школ. В сентябре 1969 открыта городская детская художественная школа, а с сентября 1951 — детско-юношеская спортивная школа № 1. В 1944 в городе создан техникум политпросвещения (в 1961 переименован в культпросветное училище). В 1945 открыт индустриальный техникум. В 1967 началось обучение курсантов в военно-инженерном командном училище (с 1969 — высшее военно-инженерном командном училище имени маршала Харченко). В 1957 в городе открылся строительный техникум.

### Транспорт
В 1946 от Каменец-Подольского железнодорожного вокзала начал ходить поезд в Проскуров, а с мая 1947 — в Киев.
Регулярные городские автобусы начали курсировать с зимы 1950. Маршрут № 1 соединил Подзамче и ж/д вокзал. В 1962 на городских линиях «Вокзал-Спиртзавод», «Суворова-Франка», «Суворова-Сахзавод» впервые появились автобусы без кондуктора. В 1971 открыт первый пассажирский пригородный автобусный маршрут «КП-Нефедовцы». В 1968 был построен городской автовокзал, в 1978 отсюда уже ходили автобусы по 45 маршрутам.
В 1953 начал функционировать аэропорт Каменка — сначала как запасной аэродром 98-го авиаотряда воздушного флота СССР. Первый гражданский рейс «КП-Черновцы» (позже — с промежуточной посадкой в Хотине) обслуживался самолётом По-2, на 2 пассажира. С 1957 парк пополнился самолётом Як-12, рассчитанным на 4 пассажира. В 1959 его сменил 12-местный Ан-2, который на догие годы стал основным воздушным транспортом Каменца. В 1962 на Каменке появился 12-местный самолёт Л-200 «Морава», совершавший рейсы в Одессу, Симферополь и Херсон. В 1969 количество авиарейсов на Киев возросло до шести. В частности, появился рейс на 24-местном Ли-2. Полёт в Киев длился 2 часа и стоил 10 рублей. В 1967 был построен современный аэровокзал, в 1968 он принял первых пассажиров.
Комплексный план экономического и социального развития города на 1976—1980 предусматривал строительство троллейбусной линии длиной 12 км, соединяющей цементный завод с южным микрорайоном города. В 1976 горисполком утвердил начать подготовительные работы для строительства линии. Но проект так и не был воплощён в жизнь.
В 1988 году в Каменце появились первые микроавтобусы маршрутного такси.

### Строительство
В 1959 началась комплексная застройка Привокзального микрорайона (народное название — «Черёмушки»). В 1960 году в центре города строится гостиница «Украина». В 1962 — начало застройки посёлка сахарного завода. В 1970 открыт административный дом горсовета и горкома КПУ (народное название — «Белый дом»). В том же году — начало массовой застройки частного сектора посёлка Смирнова (бывший хутор Дембицкого). В 1971 — начало застройки Первомайского посёлка (посёлок цемзавода). В 1973 торжественно открыто движение через новый автодорожный мост «Бегущая лань», соединивший город с автотрассой на Черновцы (М20). Проект моста разработан специалистами Института Патона. Высотное строительство в городе началось в 1975 при сооружении 9-этажного общежития завода «Электроприбор». 2 первых лифта в городе заработали в 1977 в новом 9-этажном здании на улице Красноармейской 12. В том же году началась массированная застройка Жовтневого микрорайона, на северо-западной окраине города.
В 1985 году были построены и введены в эксплуатацию Дом быта на 130 рабочих мест и гостиница «Интурист».

### Культурные события
В августе 1959 в парке культуры открыт летний кинотеатр «Родина», с залом на 550 мест. В том же году началось строительство городского стадиона на проспекте Ленина. В 1961, после реконструкции бывшего дома пограничников, открыт кинотеатр «Дружба», с залами на 300 и 420 мест. В 1972 — начало строительства кинотеатра «Юность» на Черёмушках. Его открытие состоялось 20 декабря 1975. В 1977 Каменец-Подольский объявлен государственным историко-архитектурным заповедником. В 1979 создана мотобольная команда «Подолье». 8 июля 1980 через Каменец-Подольский проходила эстафета огня московской Олимпиады. В сентябре 1986 на городском стадионе в рамках праздника «Подільські візерунки» прошла торжественная церемония празднования рождения 100-тысячного каменчанина, которым стал Виталий Кравцов. Родителям Виталия от горисполкома был вручен ордер на трёхкомнатную квартиру.

### Телевидение и связь
В 1964 газета «Прапор Жовтня» впервые опубликовала программу телепередач. К тому времени в городе было около 300 монохромных телевизоров. В 1966 построен и начал передачу изображения городской телевизионный ретранслятор — самое высокое сооружение области. Высота ретранслятора — 83,5 м, радиус приёма — 12-15 км. В 1972 начал работу телеретранслятор в Старой Ушице. В 1984 начал действовать Каменец-Подольский новый телеретранслятор возле села Кульчиевец, обеспечивший качественное вещание двух цветных программ на 21-м и 33-м каналах дециметрового диапазона. В 1984 началась трансляция передач ЦТ-1, а в 1985 — программы УТ-1. В 1990 в городе появилась служба кабельного телевидения.
В начале 1966 начала работать городская АТС на 2000 номеров. Вместо 3-значных номеров каменчане перешли на 4-значные. В 1980 — переход на 5-значные номера. В 1983 начала работать АТС-3.

## В составе Украины
В период с 1991 по 2000 в городе частично или полностью остановилась работа большинства промышленных предприятий. В городе начались годы массовой безработицы, обнищания населения и процветания преступности (рэкет). Каменец становится одним из основных криминальных центров Украины. Большинство горожан занялось частным бизнесом, коммерческая жизнь города сосредоточилась на территории центрального колхозного рынка.
В 1991 в городе были демонтированы памятники Ленину — на центральной площади и в парке культуры. В 1993 в связи с тяжёлым экономическим положением, был погашен Вечный огонь в Парке танкистов (восстановлен в 2004).
В 1993 началась массовая миграция еврейского населения города в Израиль и США. Тысячи горожан в поисках работы и лучшей жизни покинули пределы страны.
В 1995 прекратил своё существование городской аэропорт.
В 1995 в Каменце-Подольском появился массовый доступ к сети Интернет.
В 1996 году начала работу первая в городе станция мобильной связи. Первой фирмой мобильной связи было предприятие «Паритет» — официальный представитель UMC. Первым в городе стандартом мобильной связи был NMT. C 2002 в городе введён стандарт GSM 900.
Также, в 1996 создан Национальный природный парк «Подольские Товтры».
В период 1996—2006 в городе были созданы и начали успешно функционировать сотни мелких частных предприятий, действующих в основном в сферах производства, обслуживания и торговли. Заметно изменился облик центральных улиц города — появились десятки частных ресторанов, магазинов и гостиниц. Началась реставрация исторических объектов Старого города. Город стал активно посещаем зарубежными туристами.
С сентября 1999 в городе ежегодно проходит этап чемпионата Украины по авторалли.
2 марта 2000 Постановлением Верховной Рады Украины утверждены новые границы города общей площадью 2787,1 гектара.
По данным переписи 2001 года, население Каменца-Подольского составляло 98 873 человека. Украинцы составляли 91,21 % населения города, русские — 5,89 %. Украинский язык родным назвали 91,22 % жителей города, русский — 7,08 %.
В 2001 в городе появился первый банкомат (Приватбанк), в 2002 открылся банкомат банка «Аваль».
В 2003 открылся первый в городе супермаркет «ГРАНД». С 2003 возобновилось активное жилищное строительство.
В 2004 году часть жителей города принимает участие в Оранжевой революции, организуя митинги на площади Возрождения возле городской администрации. По результатам выборов по городу: В.Ющенко — получил 45 354 голосов, В.Янукович — получил 8388 голосов, не поддержали ни одного −1840.
Зимой 2014 во время Евромайдана погибают в том числе жители города и района.
2018 году в рамках децентрализации был принят перспективный план Каменец-Подольской территориальной общины.